# Musée Saint-Remi de Reims
 (janvier 2017).
Le musée Saint-Remi de Reims est un musée français situé au no 53 rue Simon à Reims (Marne, Champagne-Ardenne, Grand-Est, France). Il s'agit de l'ancienne abbaye Saint-Remi ou ancien Hôtel-Dieu.

## De l'abbaye royale du sacre au musée Saint-Remi

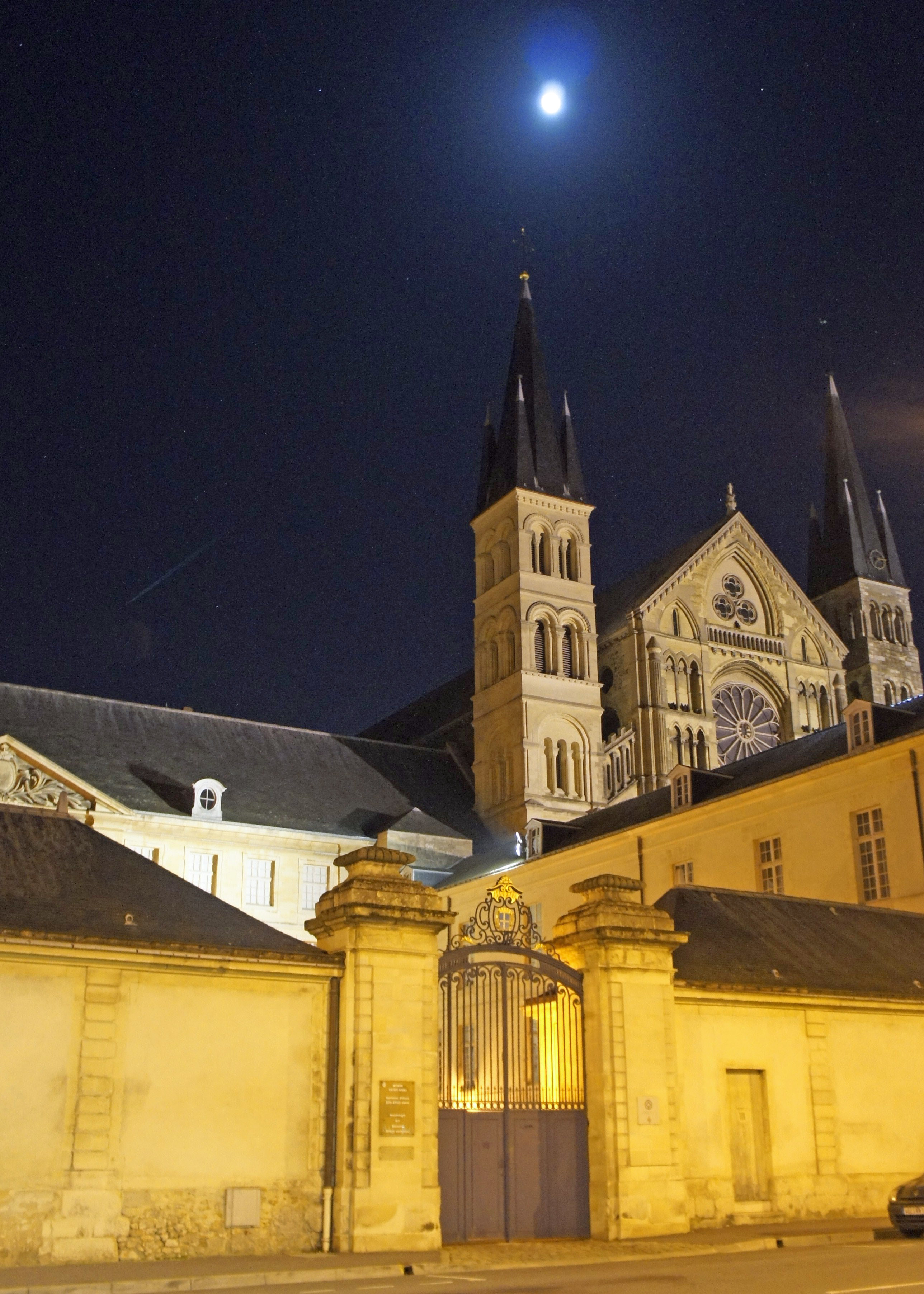
L'entrée du musée avec la basilique en arrière-plan.

L'idée de transformer l'ancienne abbaye en musée date des années 1950. En effet, alors que l'abbaye était un hôpital, les sociétés savantes locales du XIXe siècle utilisaient déjà comme dépôt lapidaire une partie du cloître. Mais ce n'est qu'en août 1978 que la direction des Musées de France et la ville de Reims décident la création officielle du musée qui reçoit le statut de musée municipal contrôlé de première catégorie. Parallèlement, dès 1968, la ville de Reims et les monuments historiques entreprennent un vaste programme de restauration de l'abbaye qui se relève lentement des destructions de la Première Guerre mondiale. L'ancienne abbaye royale bénédictine a été classée patrimoine mondial par l'UNESCO en 1991. Étant un élément patrimonial de l'hôpital de Reims, c'est ce dernier qui a signé un bail emphytéotique avec la municipalité.
Le musée traite de la période de la Préhistoire à la Renaissance (vers 1530) ; outre les collections d'archéologie régionale (périodes préhistorique, gauloise, gallo-romaine, mérovingienne et médiévale), s'ajoutent celles d'archéologie classique (Grèce, Étrurie) et une magnifique série d'armes anciennes, d'équipements et d'uniformes, allant du XVIe au XIXe siècle. La répartition des collections entre les salles obéit à un ordonnancement thématique et chronologique.
- Le cloître (datant de 1709), l'ancien parloir médiéval, le grand escalier d'honneur (1778) et la salle capitulaire du Moyen Âge évoquent les fastes architecturaux de ce que fut l'abbaye royale de Saint-Remi, gardienne de la Sainte Ampoule servant aux sacres des rois de France. Ces salles accueillent aussi des œuvres de peinture en particulier de l'école de Reims.

- La section gallo-romaine est installée dans les anciens réfectoires et cuisines du XVIIe siècle, au rez-de-chaussée. Sous le nom de Durocortorum, Reims fut la capitale de la province impériale de Belgique durant la période romaine. De nombreux témoignages de ce passé glorieux sont visibles dans ces salles : mosaïques, sculptures, stèles et poteries funéraires, maquettes… Il faut également mentionner le tombeau de Flavius Jovin, général en chef de l'armée romaine en Gaule, originaire de Reims, qui est le plus beau sarcophage antique en marbre conservé en France.

- La salle des tapisseries abrite la somptueuse tenture de la vie de saint Remi qui, en dix grandes tapisseries, retrace les épisodes de la vie et les miracles du saint Apôtre des Gaules. Réalisées entre 1523 et 1531, ces tapisseries furent offertes à l'abbaye par l'archevêque de Reims, Robert de Lenoncourt.

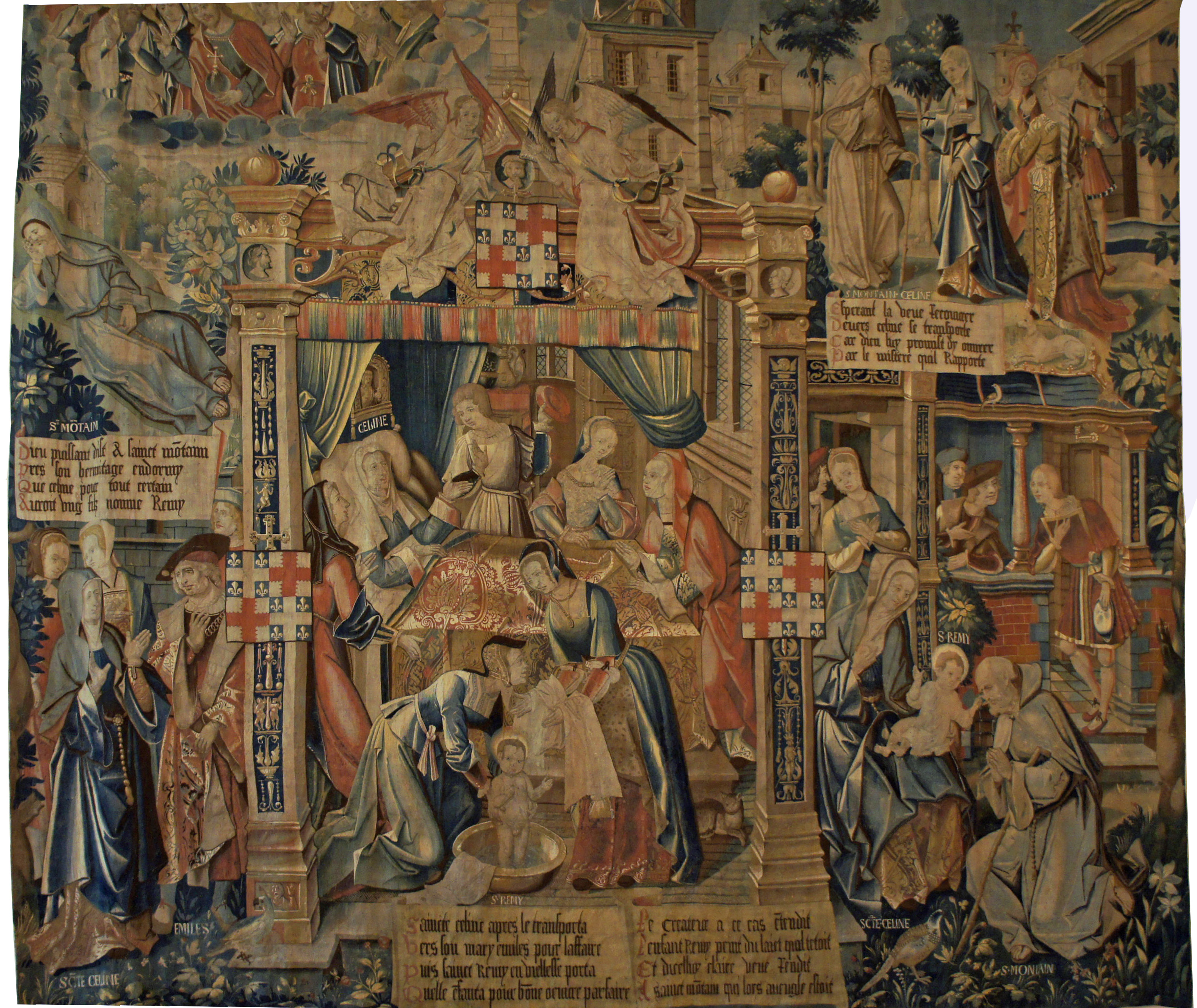
Naissance de Remi.
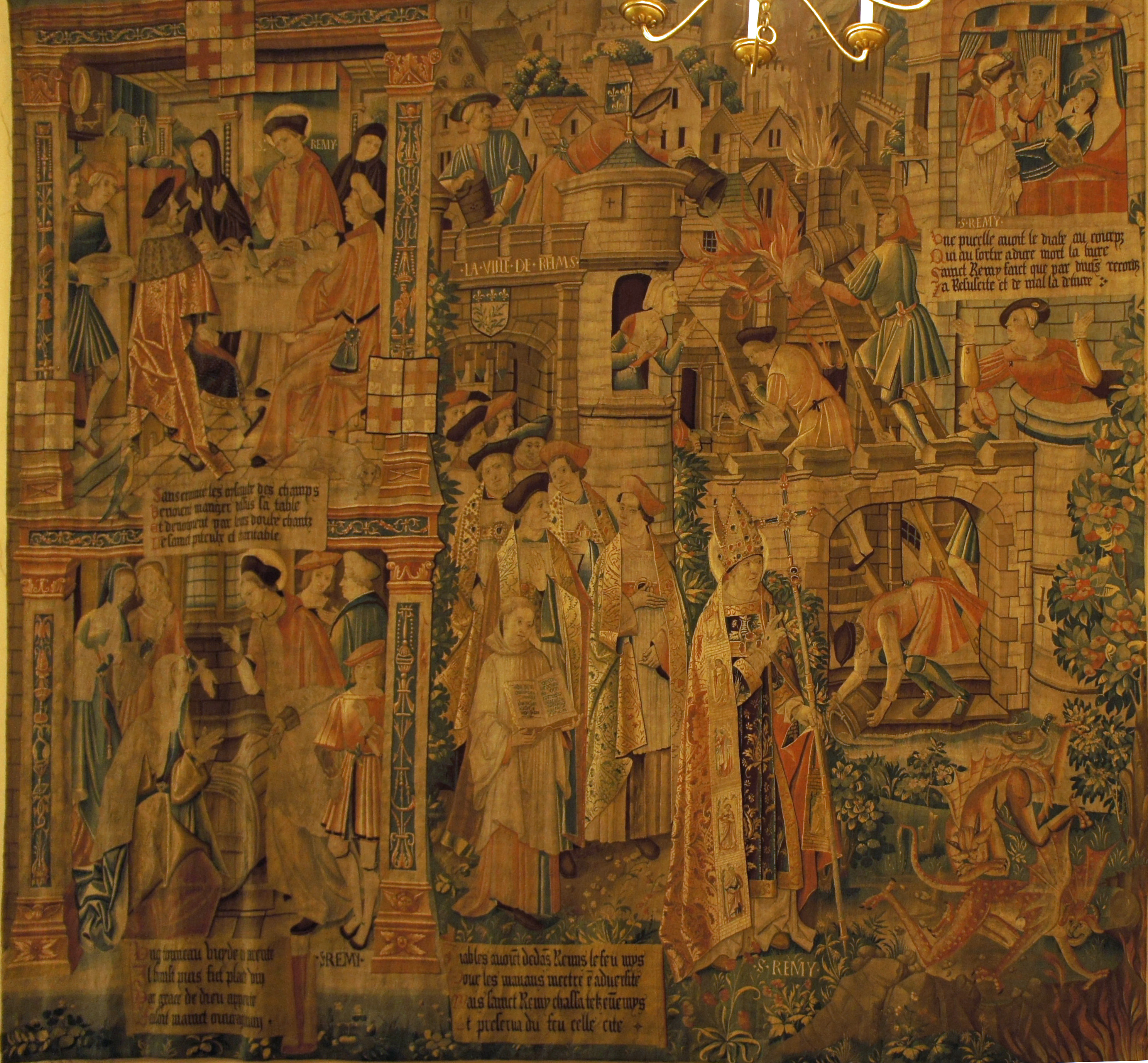
Incendie de Reims.
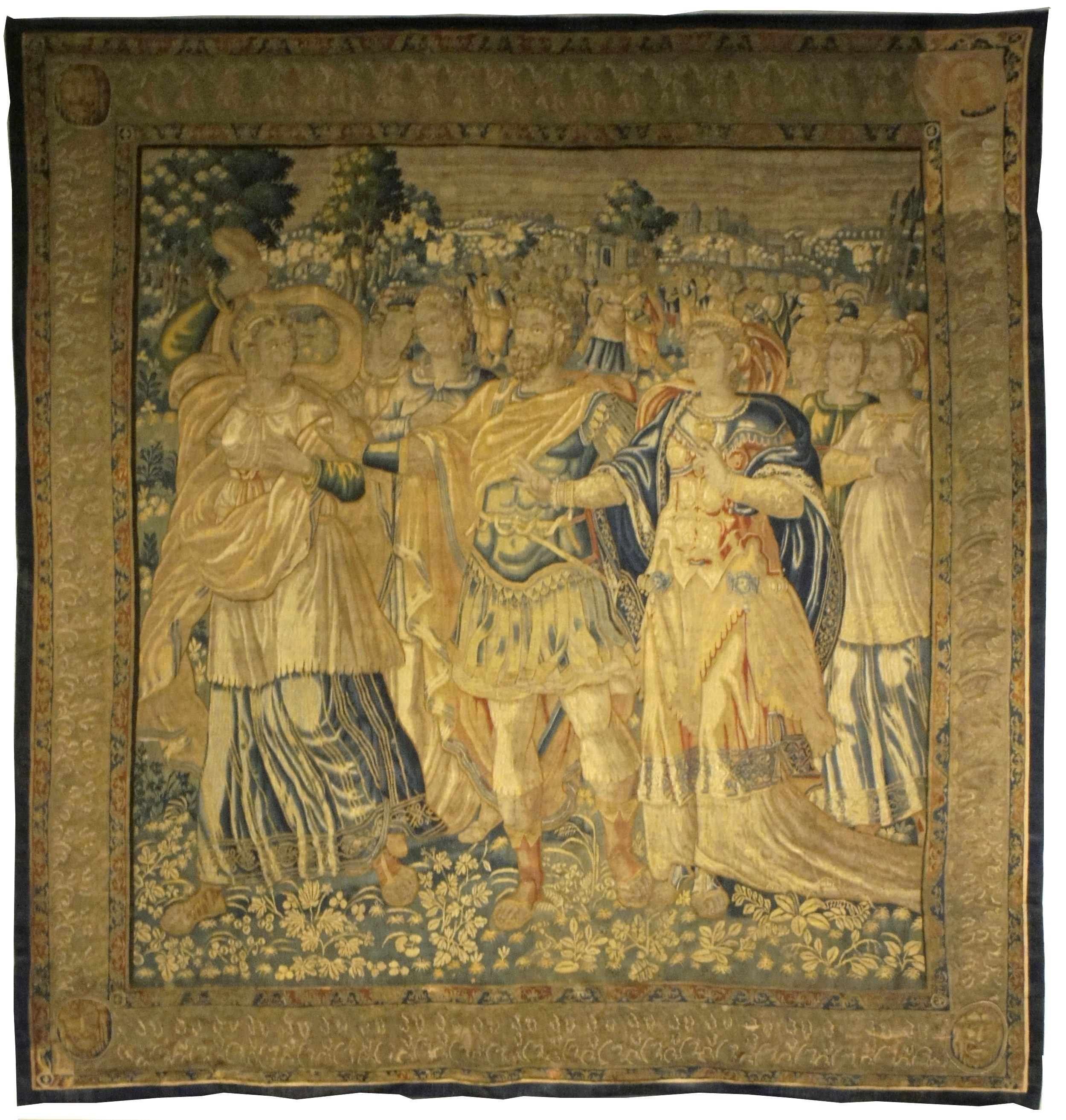
Danse de Salomé.
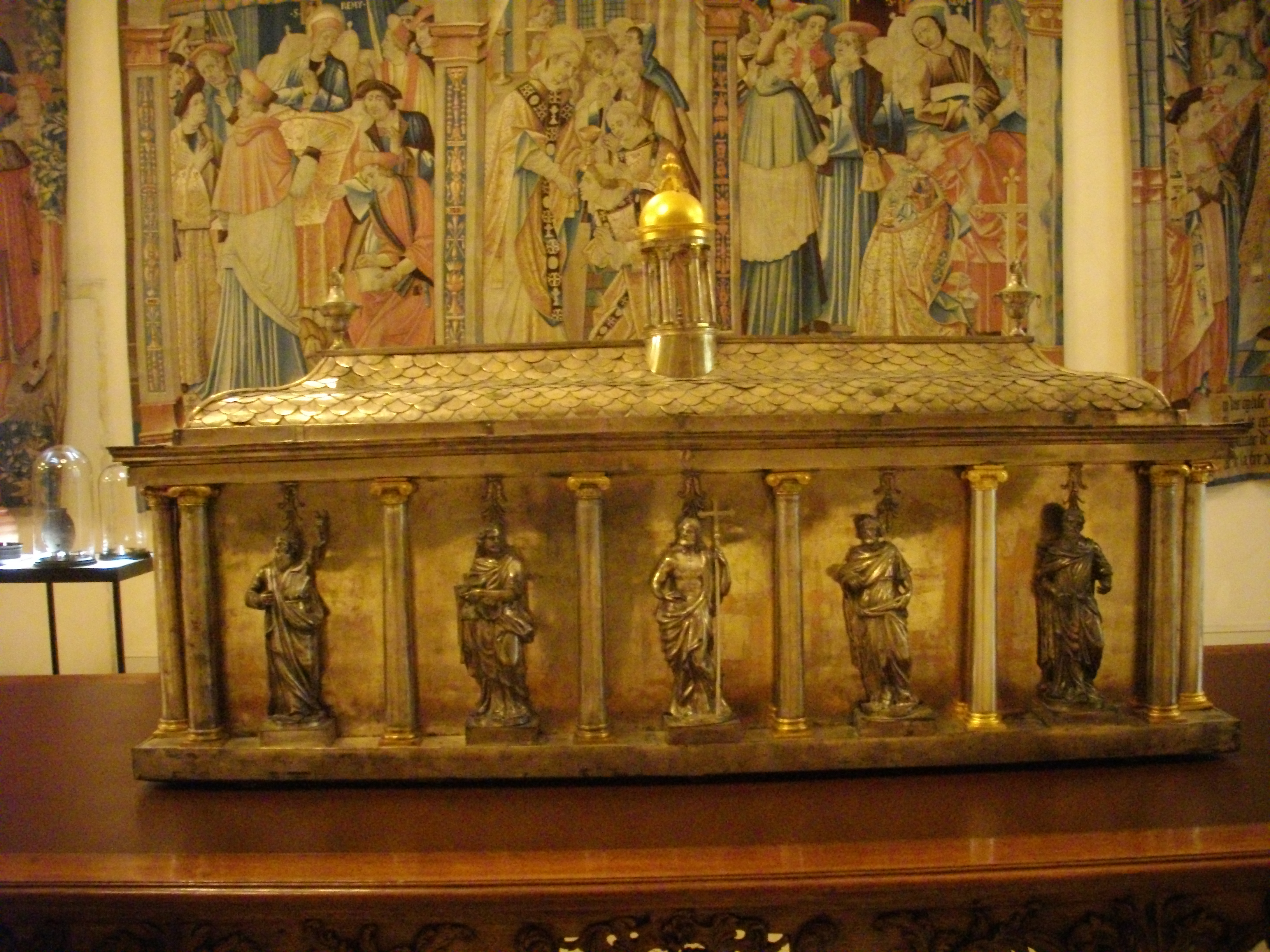
Ancienne châsse et tâpisserie de Remi.

- Trois petites salles illustrent l'histoire de l'abbaye et de la basilique au moyen d'une présentation chronologique d'une majorité d'objets provenant des fouilles archéologiques du site (tête du roi Lothaire, pied du candélabre de saint Remi, émaux limousins…).

- La section d'archéologie régionale, située au premier étage, regroupe sept grandes salles permettant un circuit chronologique allant de la Préhistoire à la fin du Moyen Âge ; on y remarquera plus particulièrement les vestiges du cénotaphe des fils de l'empereur Auguste (an IV après Jésus-Christ). La salle gothique met à l'honneur les vestiges des édifices disparus de Reims, qu'ils soient civils, religieux, militaires ou funéraires. On remarquera tout particulièrement la reconstruction du premier étage de la célèbre Maison des Musiciens du XIIIe siècle et le tableau du XVIIe siècle représentant l'église Saint-Nicaise en ruine .

- La section d'histoire militaire régionale rappelle que Reims a toujours été présente aux grands rendez-vous militaires de l'Histoire de France, de la guerre des Gaules à la reddition allemande du 7 mai 1945. Il s'agit d'une des plus importantes collections des musées de province se composant d'armes, équipements, uniformes d'époque sur mannequins, coiffures, documents, modèles réduits de navires et tableaux dont la célèbre Charge des cuirassiers de Reichshoffen d'Édouard Detaille.

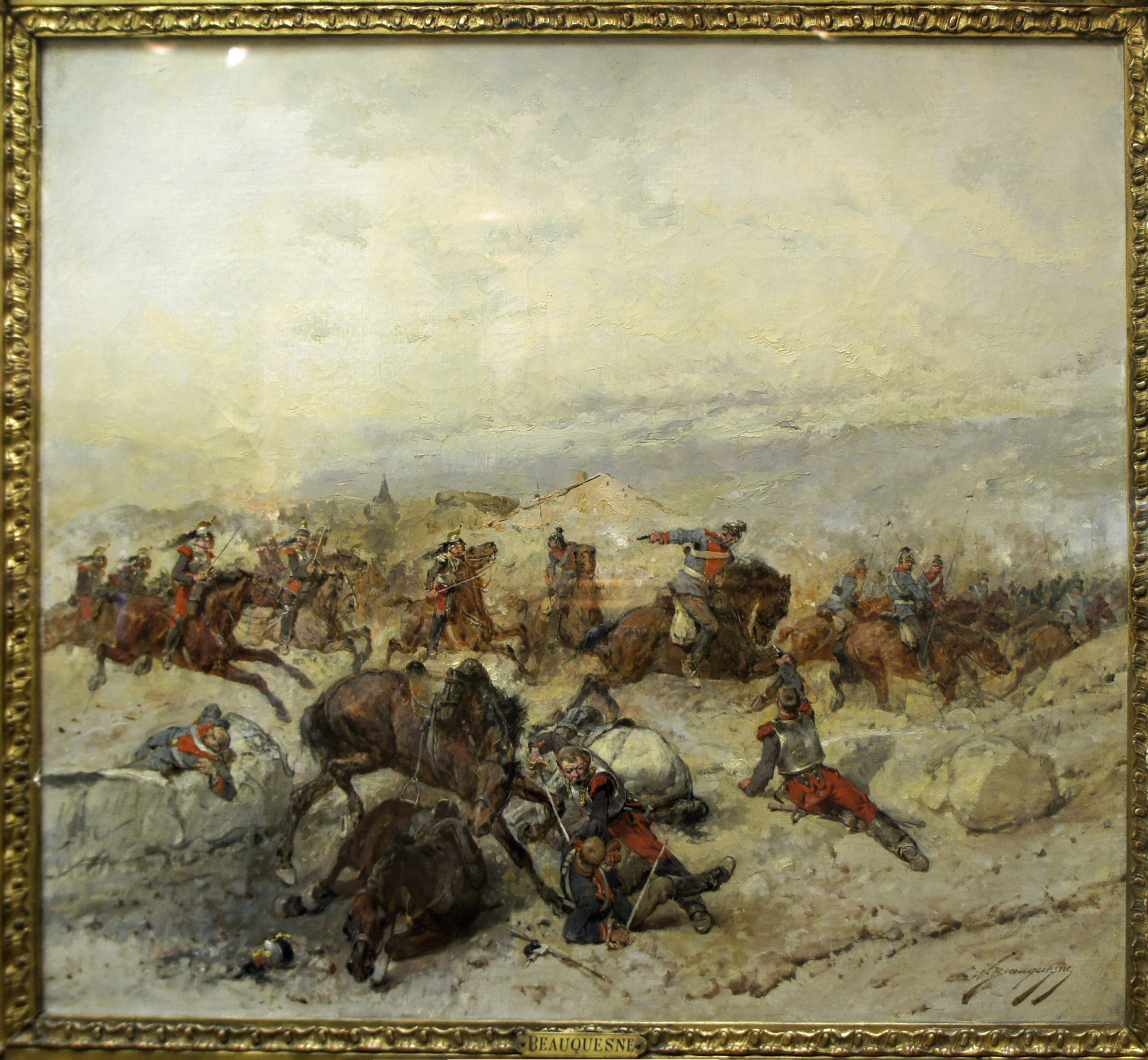
Cuirassiers français chargeant des uhlans prussiens (E. Detaille).
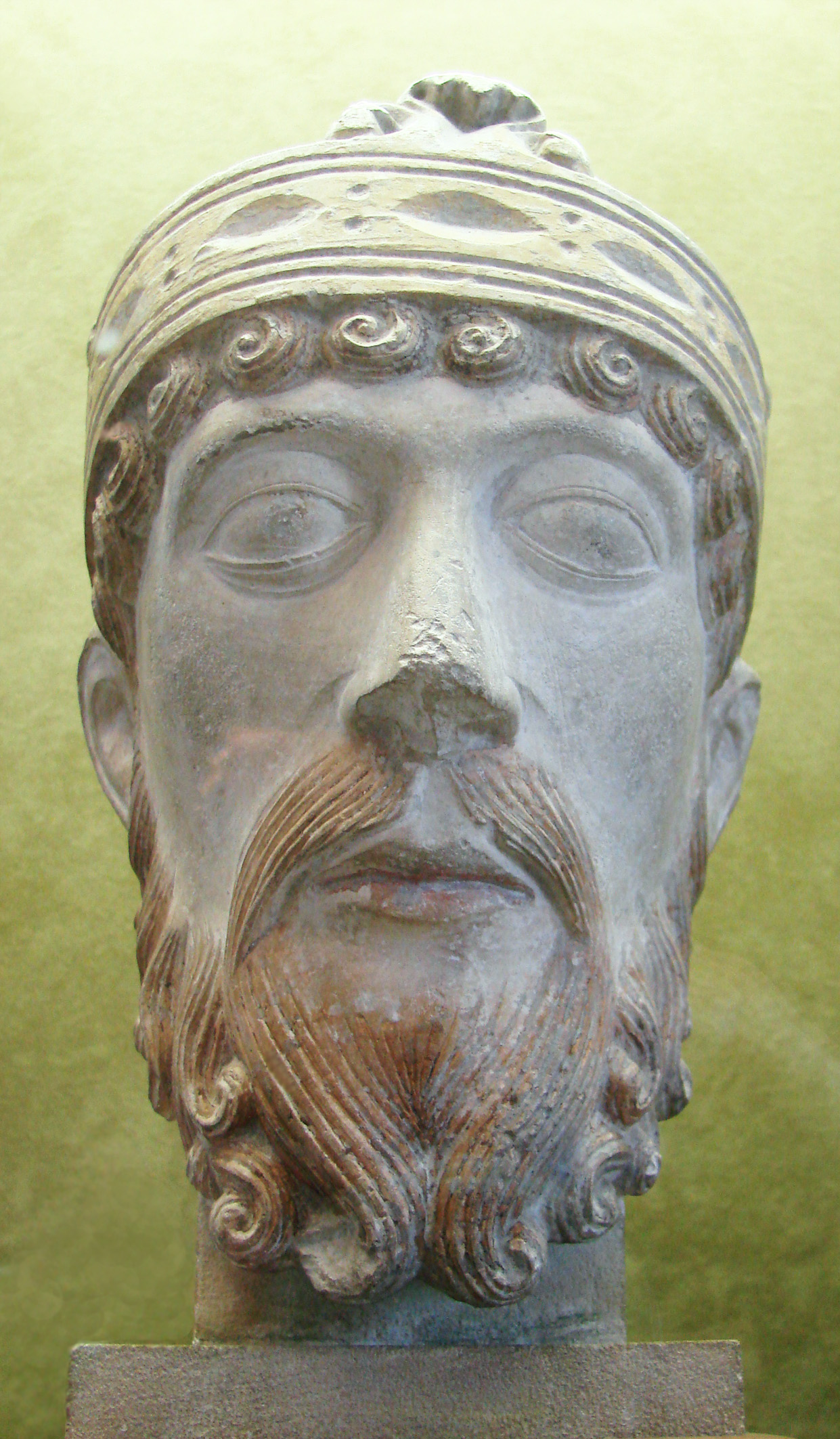
Le roi Lothaire.
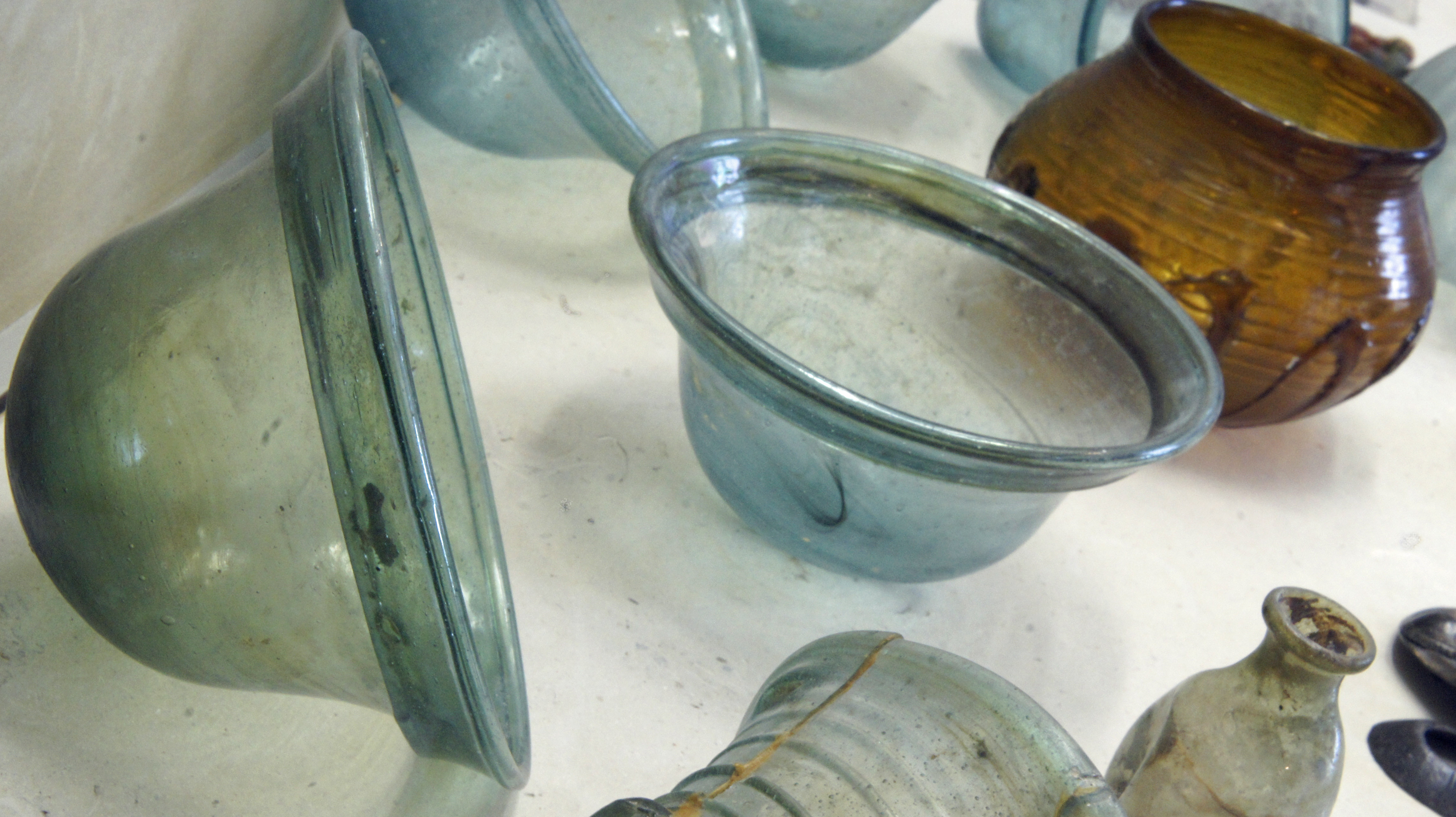
Coupes apodes.
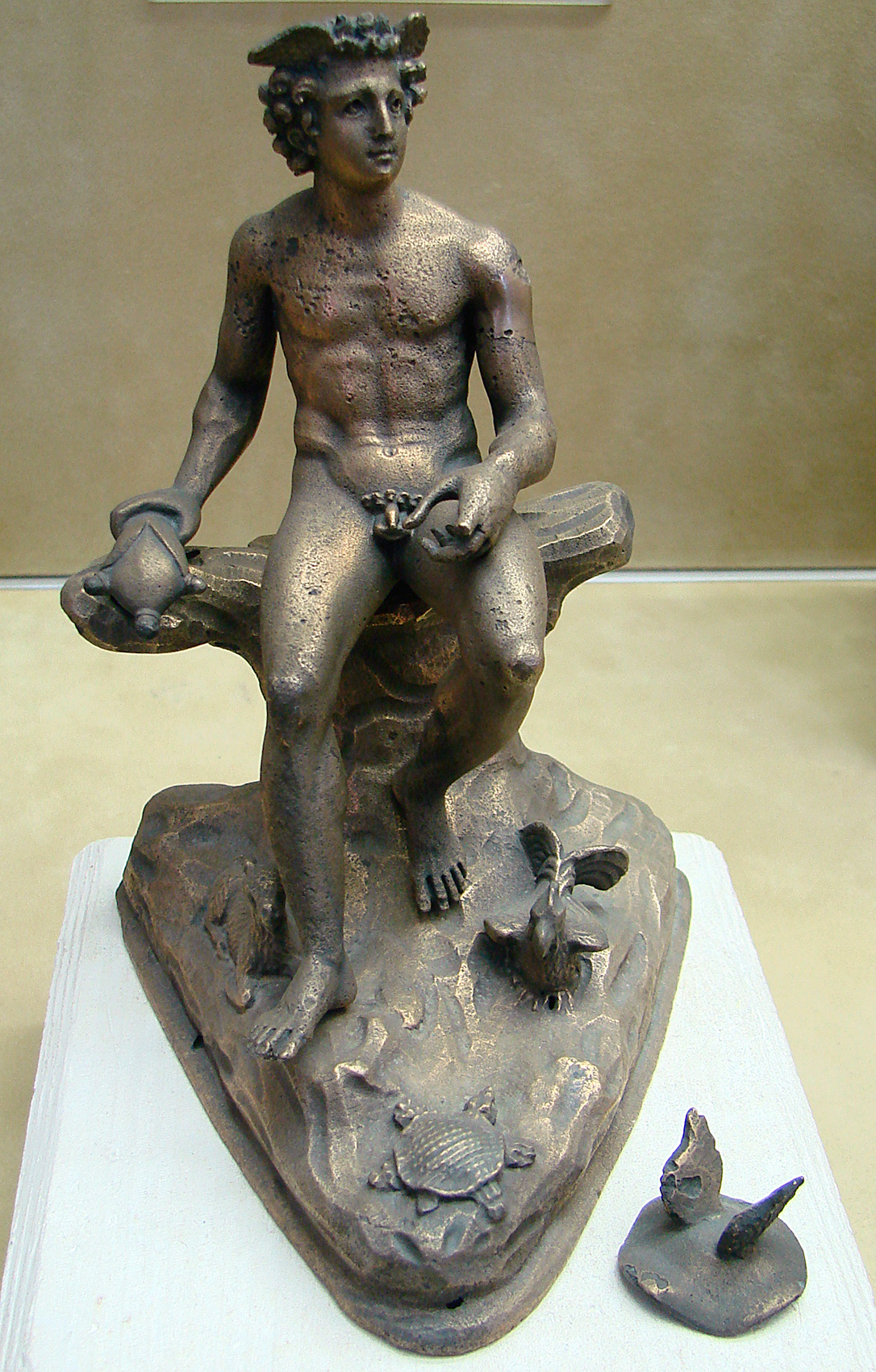
Mercure.
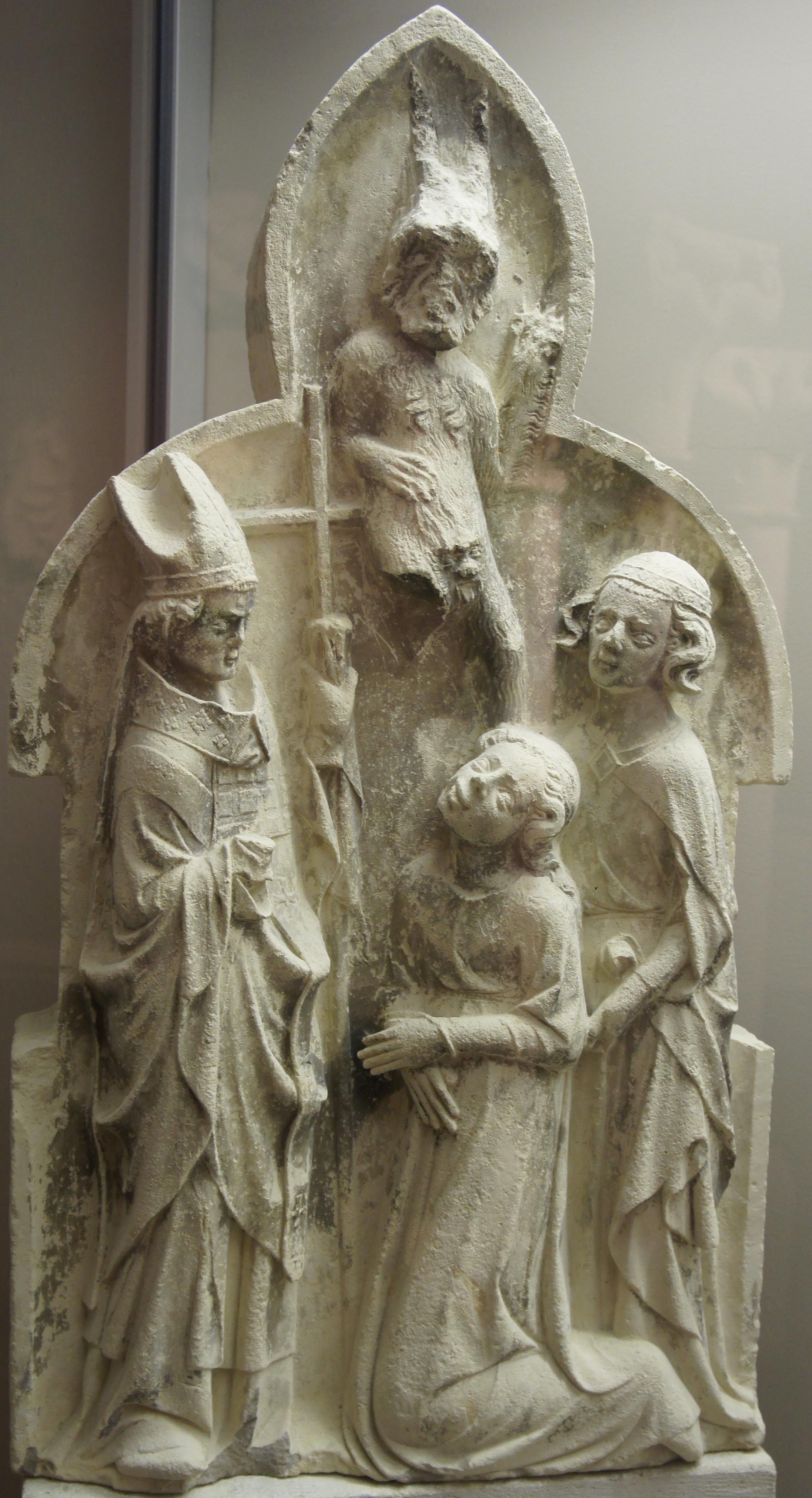
Saint Remi exorcisant.
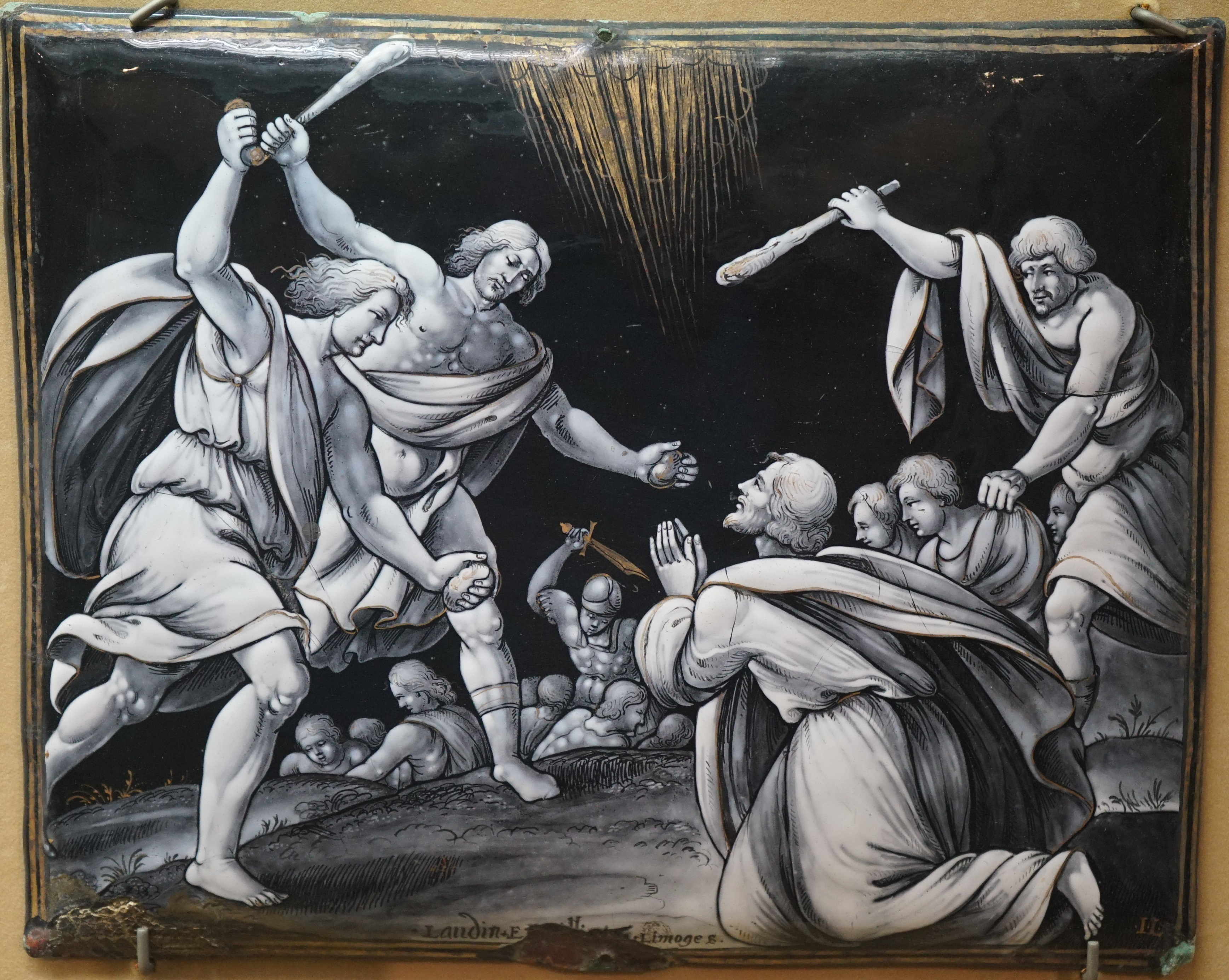
Le martyre de saint Maur.

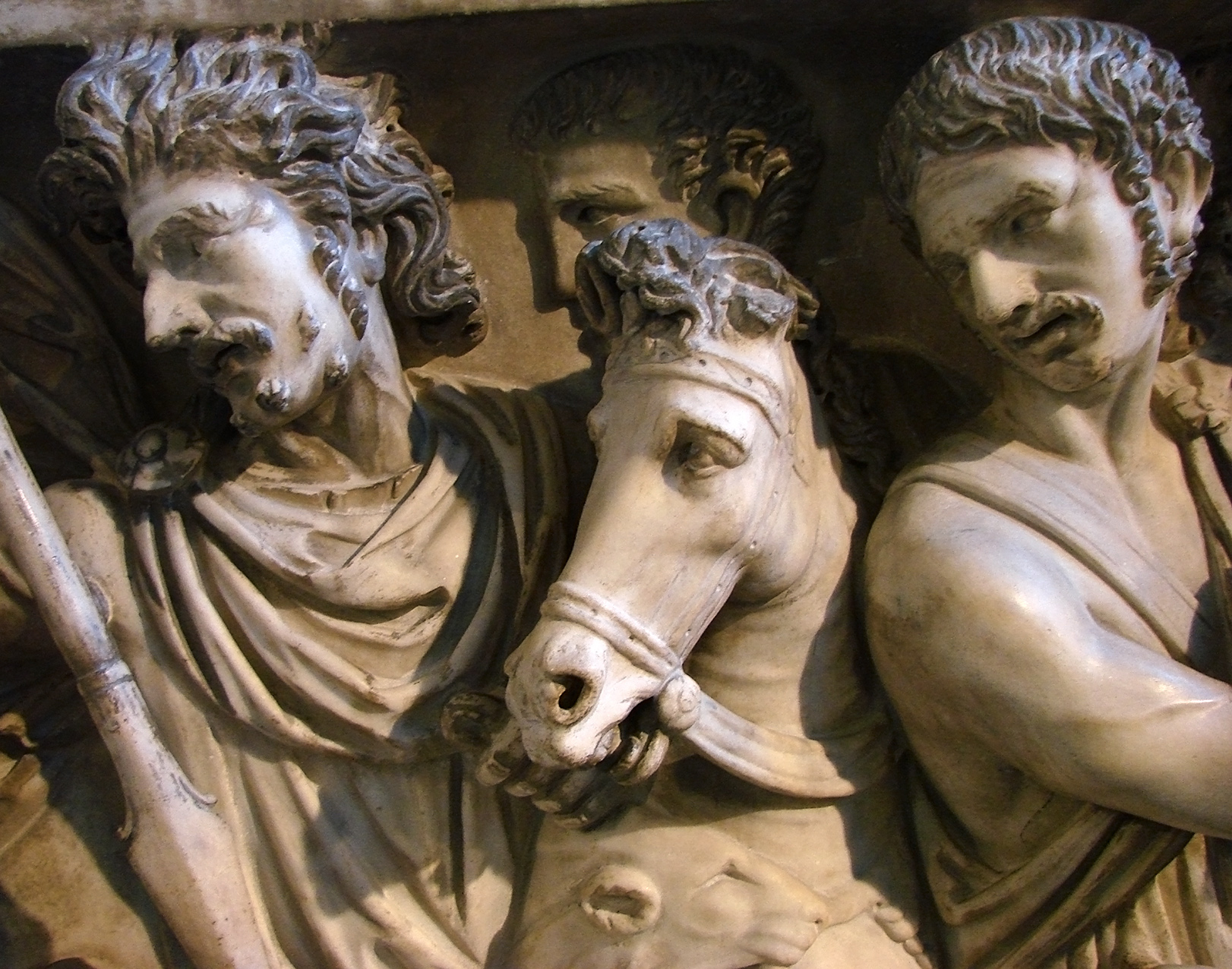
Détail du tombeau de Jovin.
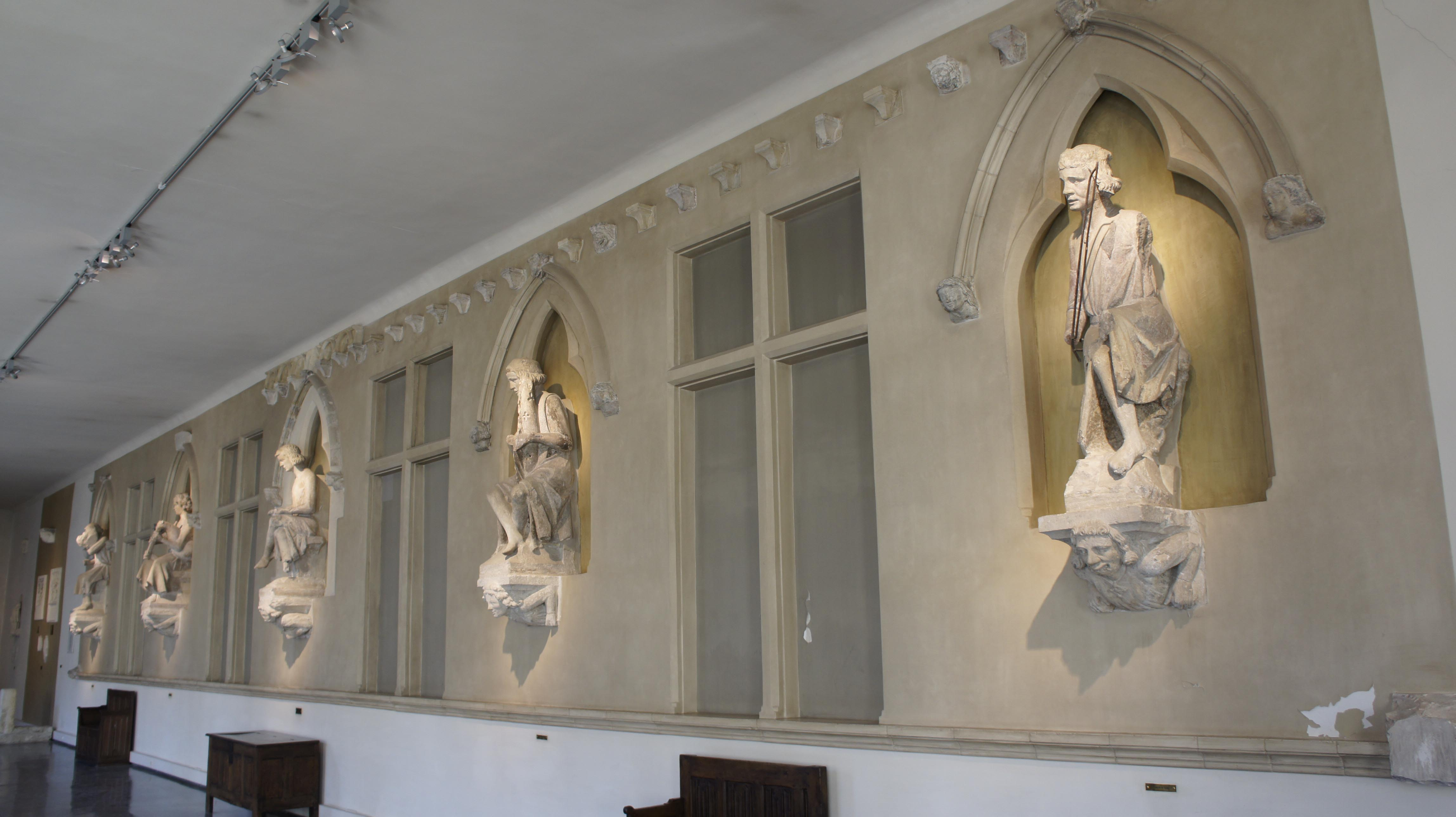
Reconstitution de la façade de la Maison des Musiciens.
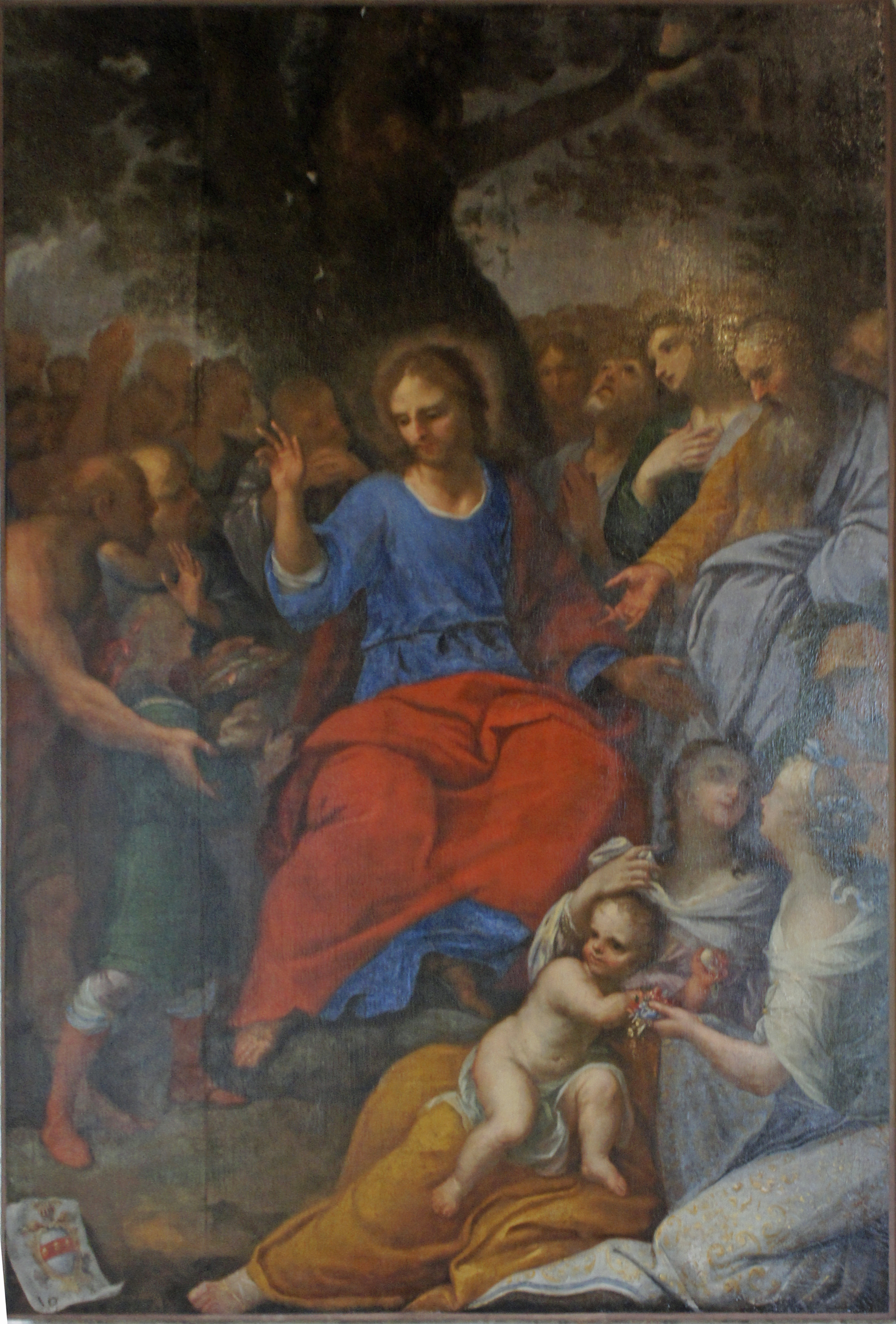
Multiplication des pains et des poissons (école de Reims).

## Traits architecturaux majeurs

### Grand Escalier
Le grand escalier, élevé en même temps que la façade et intégré dans un large espace de baies vitrées, se trouve dans l'axe du transept de l'église. Il accueille un portrait du roi, copie de Hyacinthe Rigaud, dans un cadre de rampes en fer forgé œuvre du serrurier rémois Revel. Il a été achevé en 1778 par le maître maçon Lecoq.

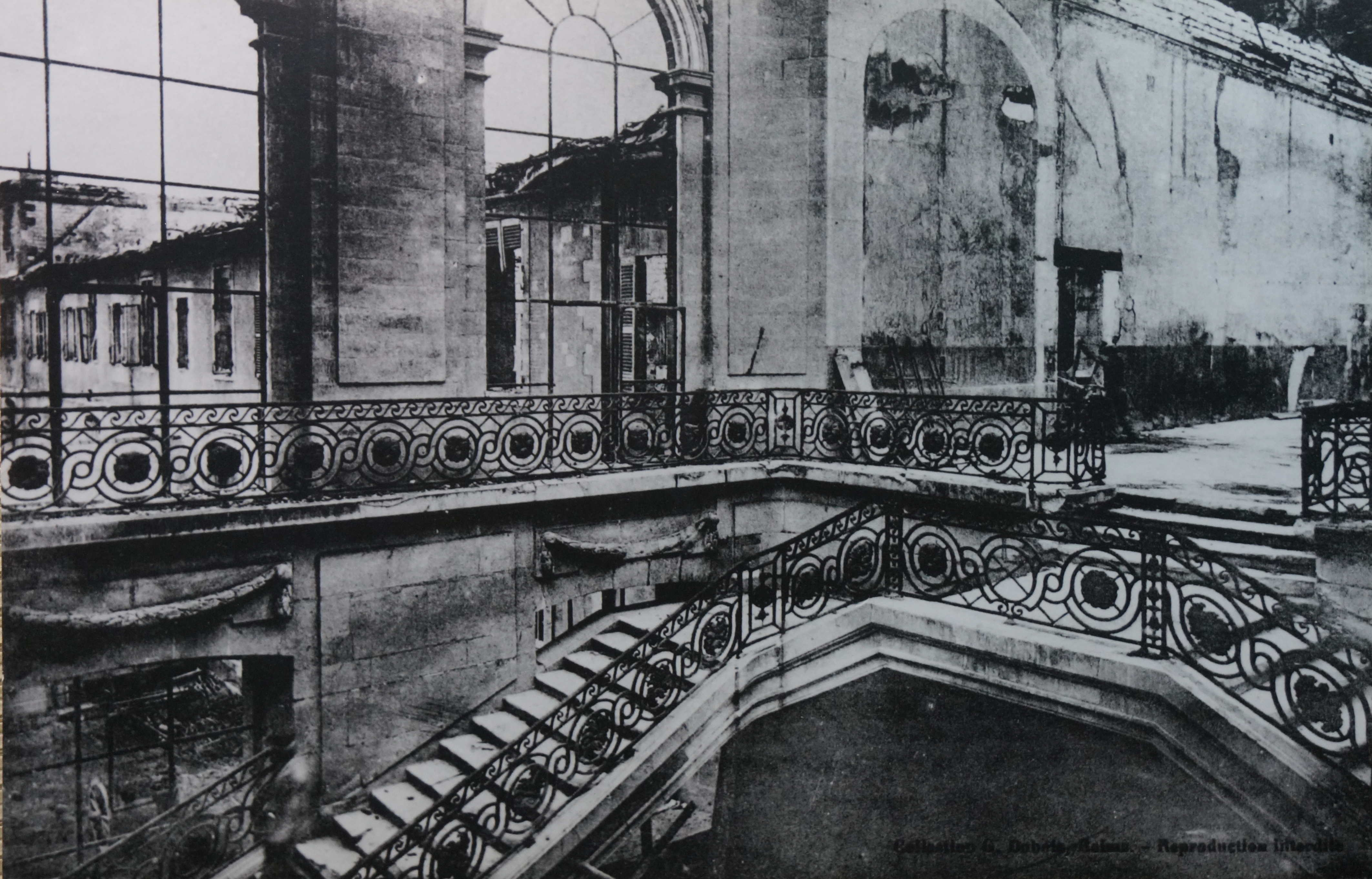
L'escalier au sortir de la Grande Guerre.
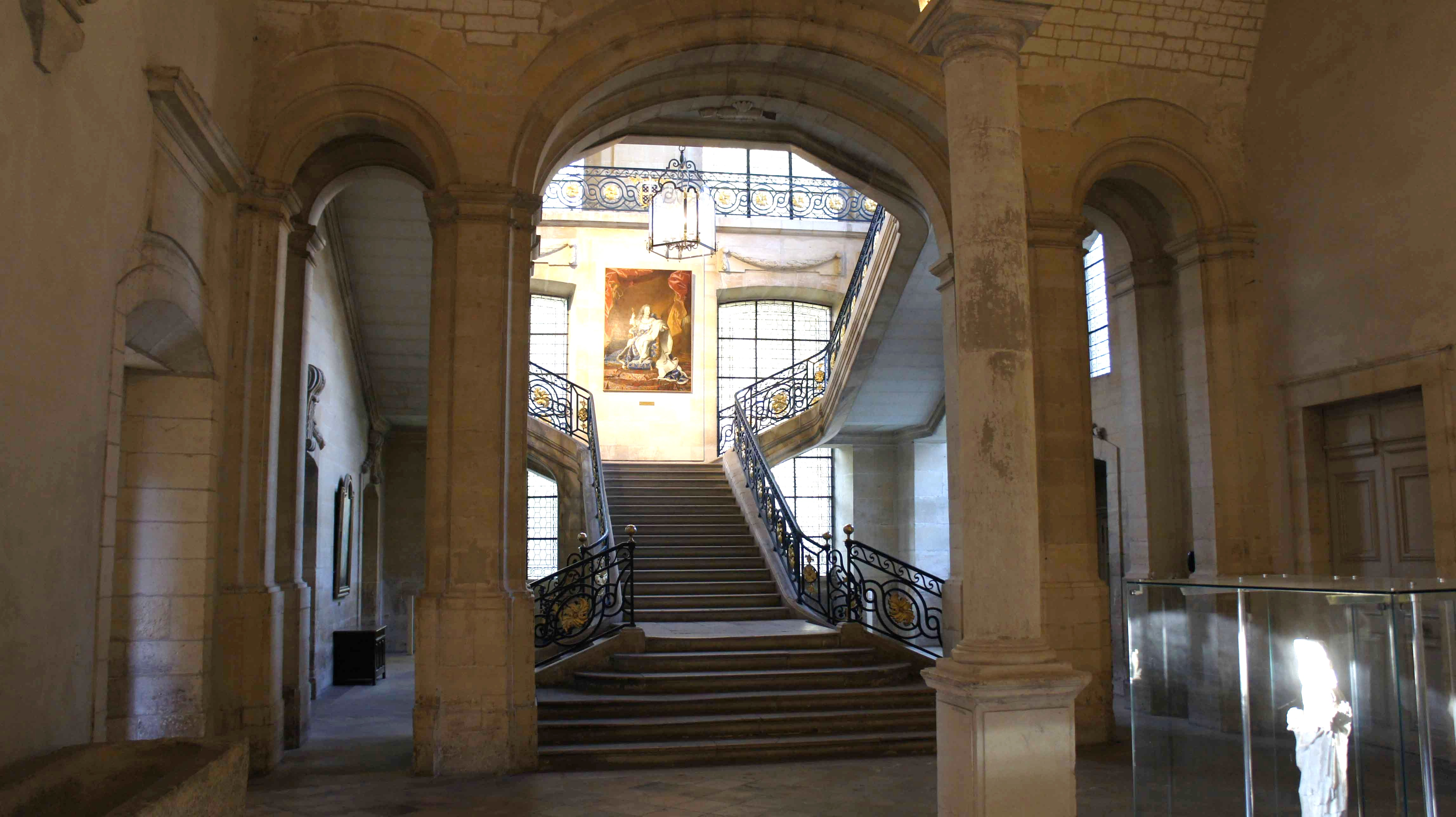
L'escalier d'honneur.
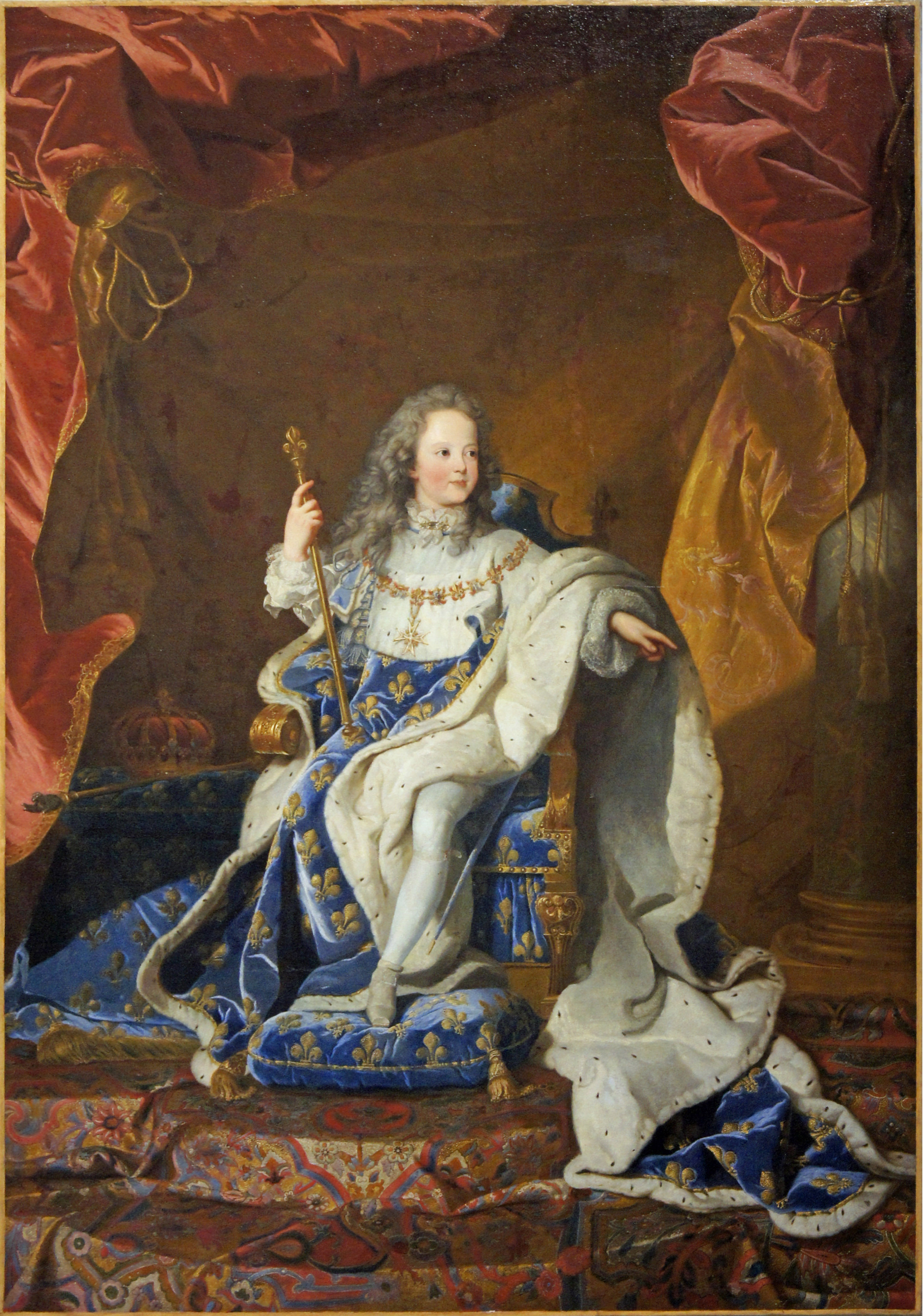
Hyacinthe Rigaud, Louis XV en costume de sacre.

### Salle capitulaire
Elle est l'un des vestiges les mieux conservés de l'état du XIIe siècle de l'abbaye. La pièce servait de lien entre le cloître, les salles de l'abbaye et l'entrée de l'église. Le sol ayant été remonté avec le temps, la salle a conservé des parties d'ancien dallage, mais aussi de nombreux chapiteaux sculptés.

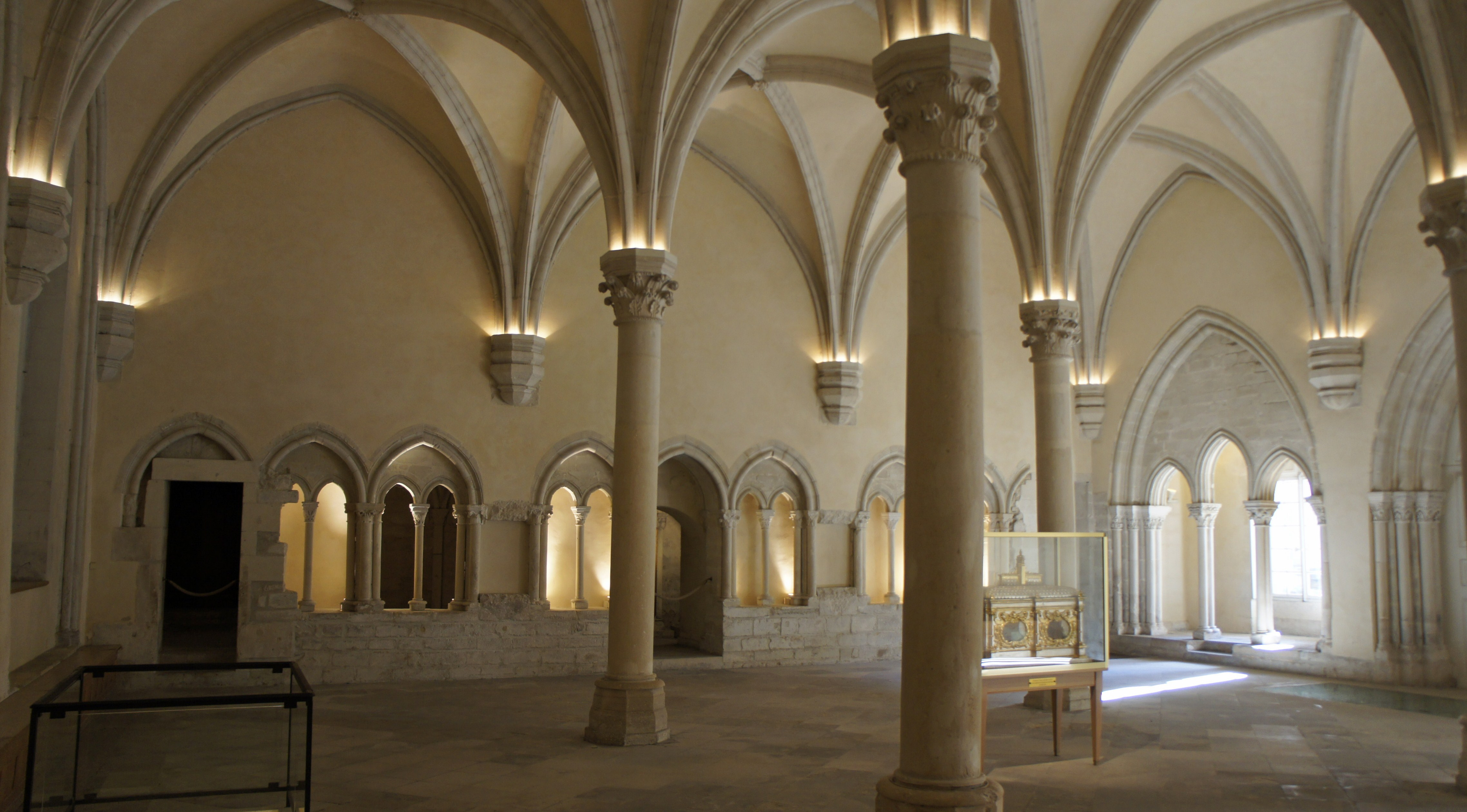
La salle vers la porte du cloître.
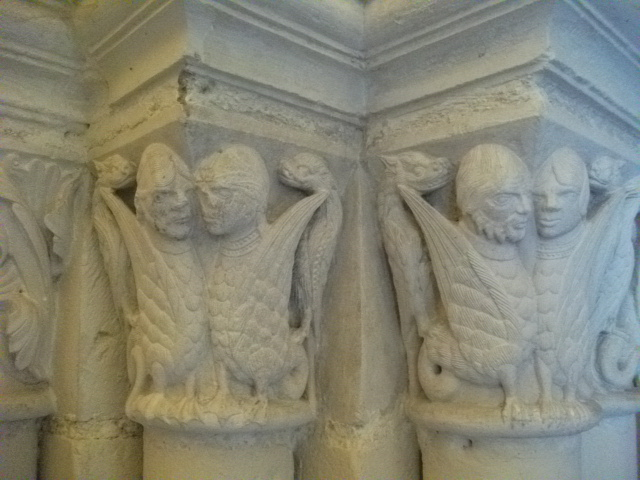
Chapiteau.
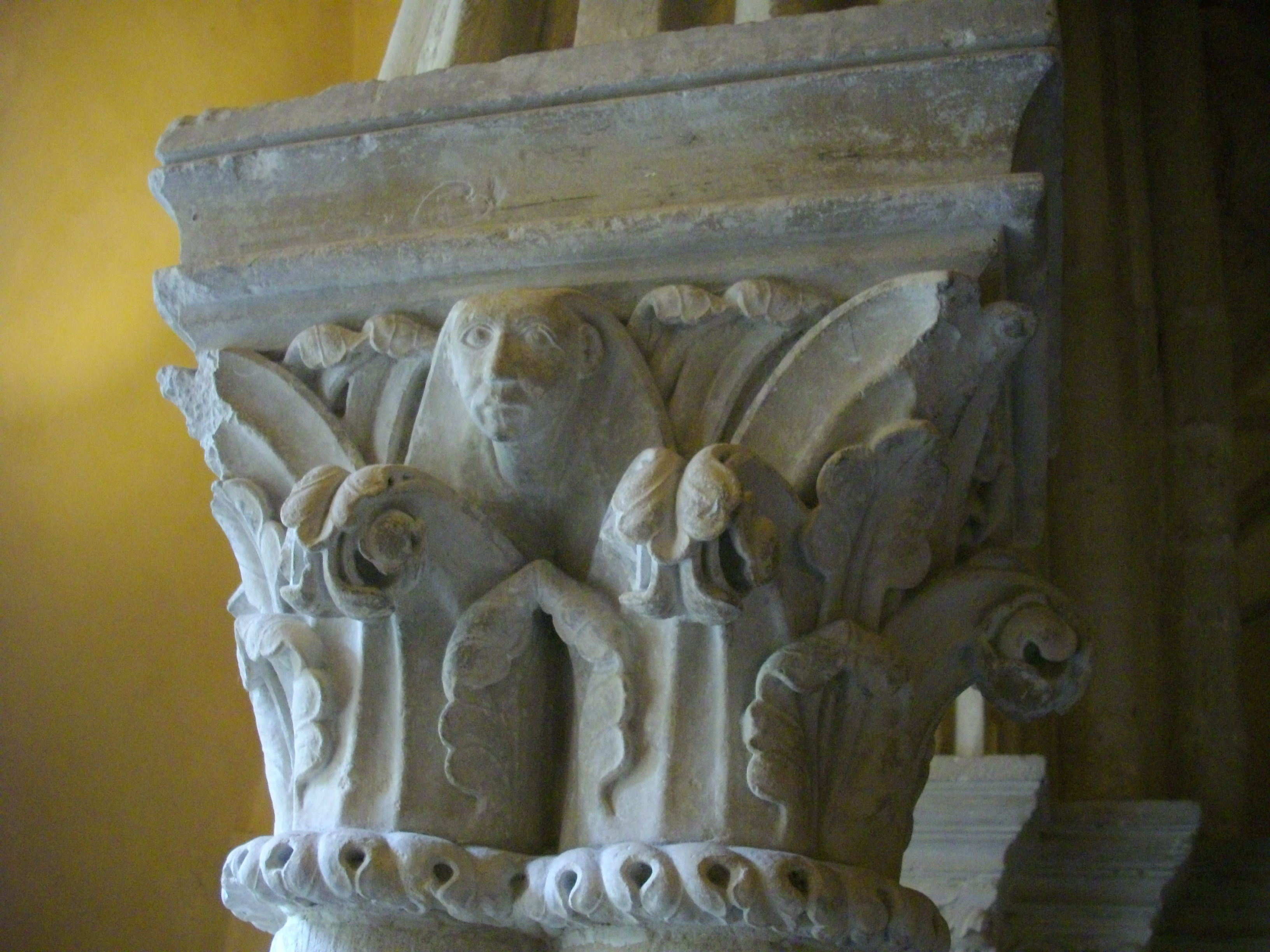
Autre exemple.

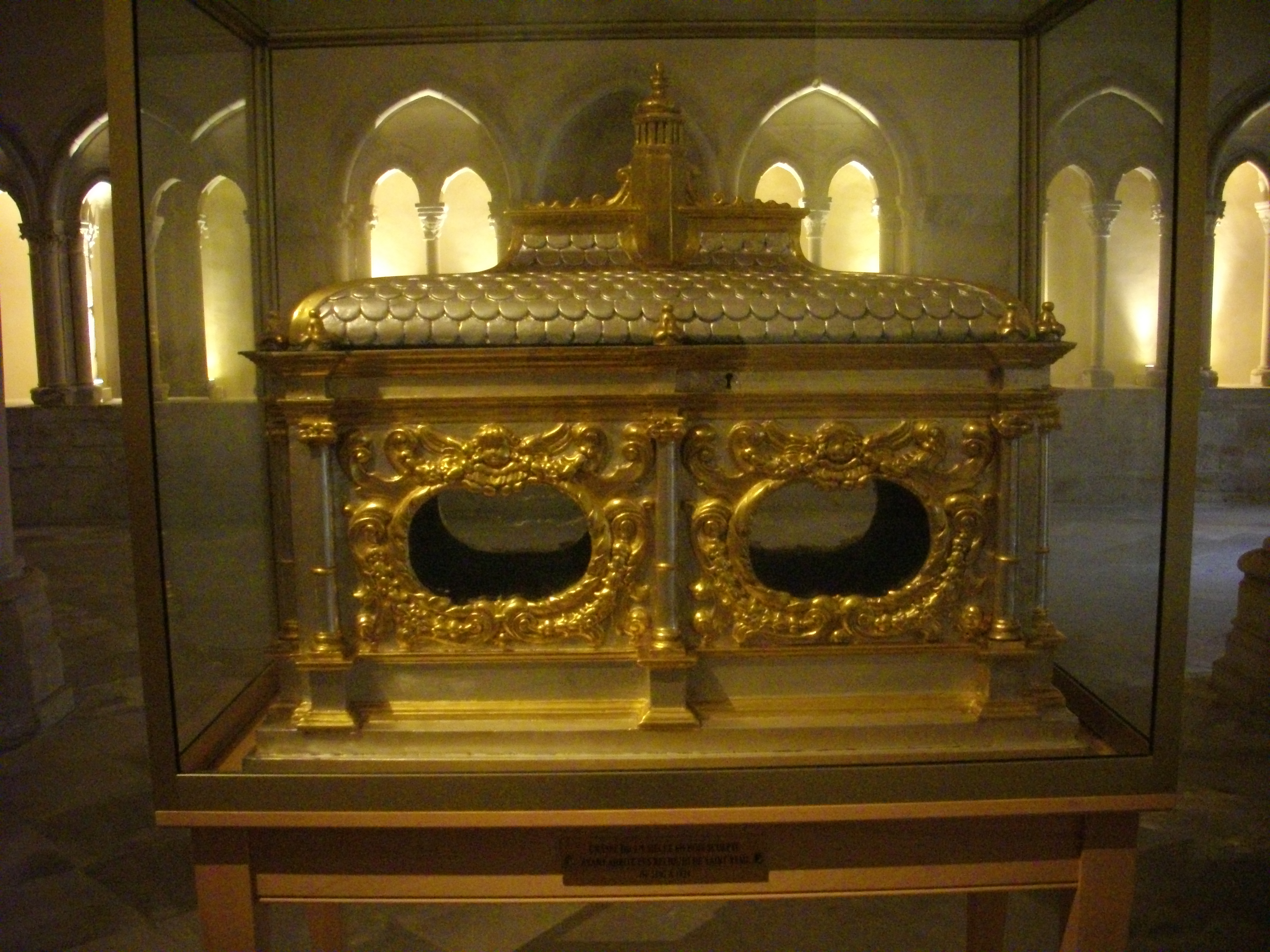
Ancienne châsse.
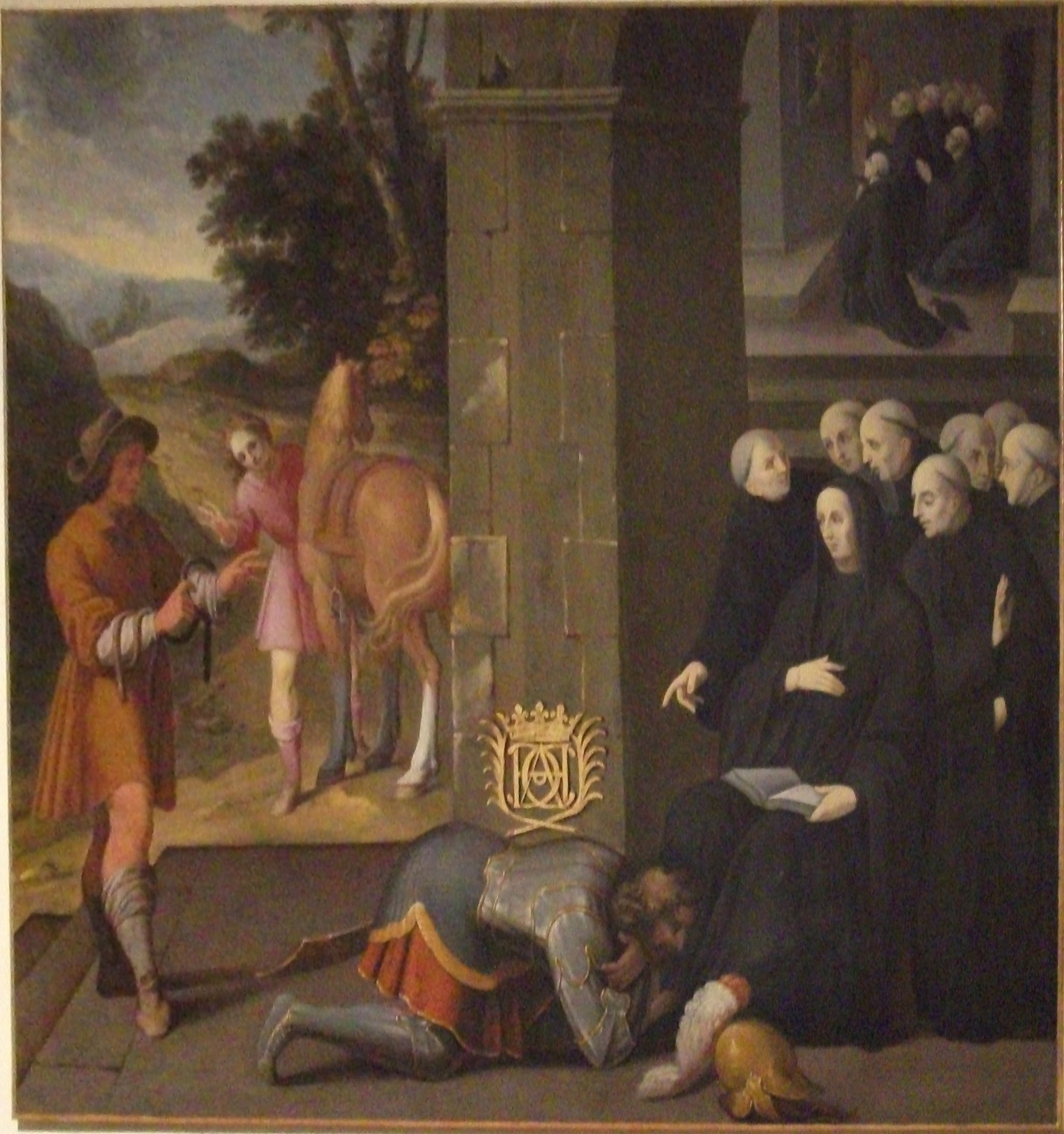
Les miracles de saint Benoît au Mont Cassin (XVIIe siècle).
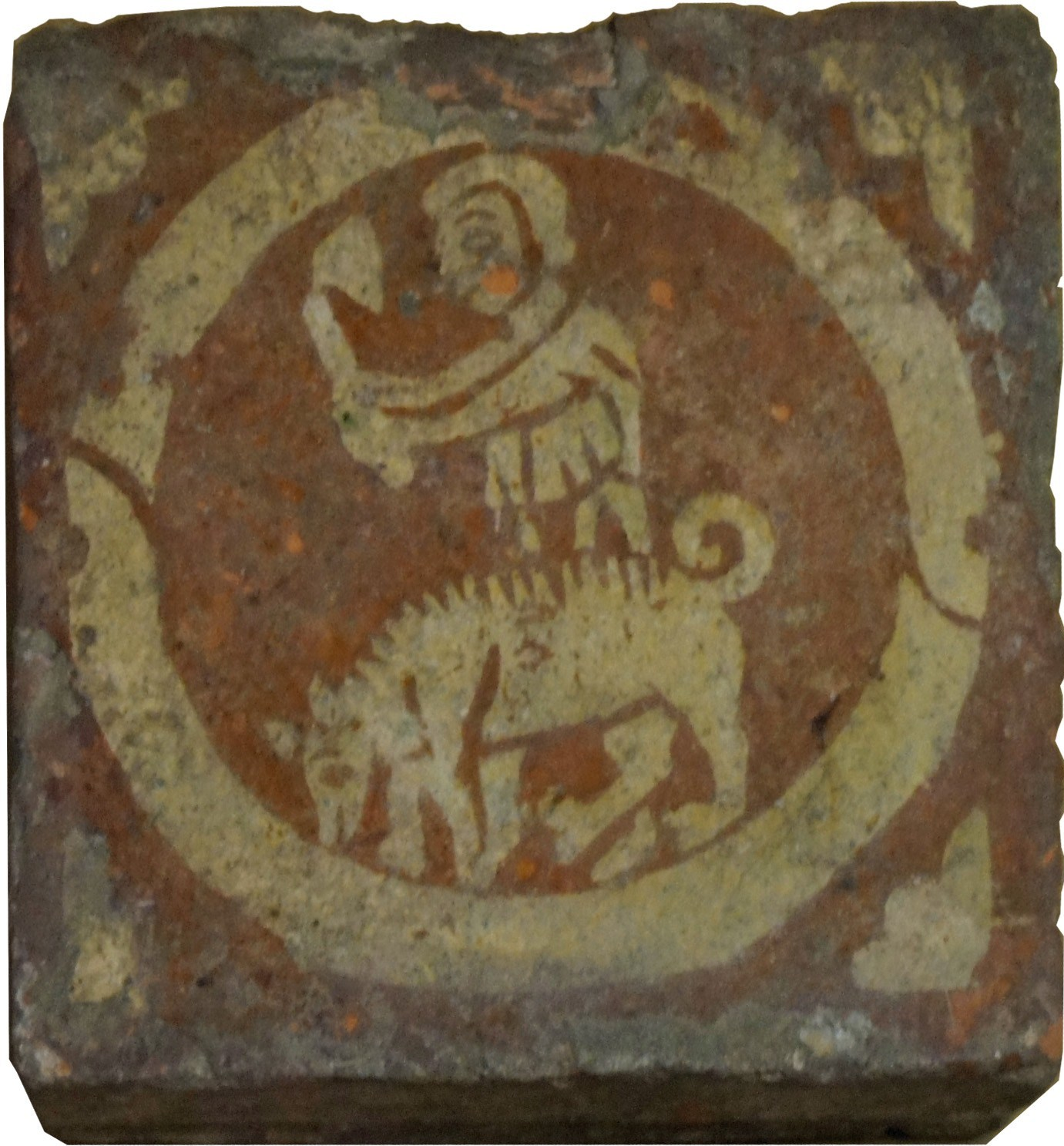
Carreau de faïence.

## Événements muséaux
- Du 6 octobre 2017 au 14 janvier 2018 : 1500. Trésors de la fin du Moyen Âge.

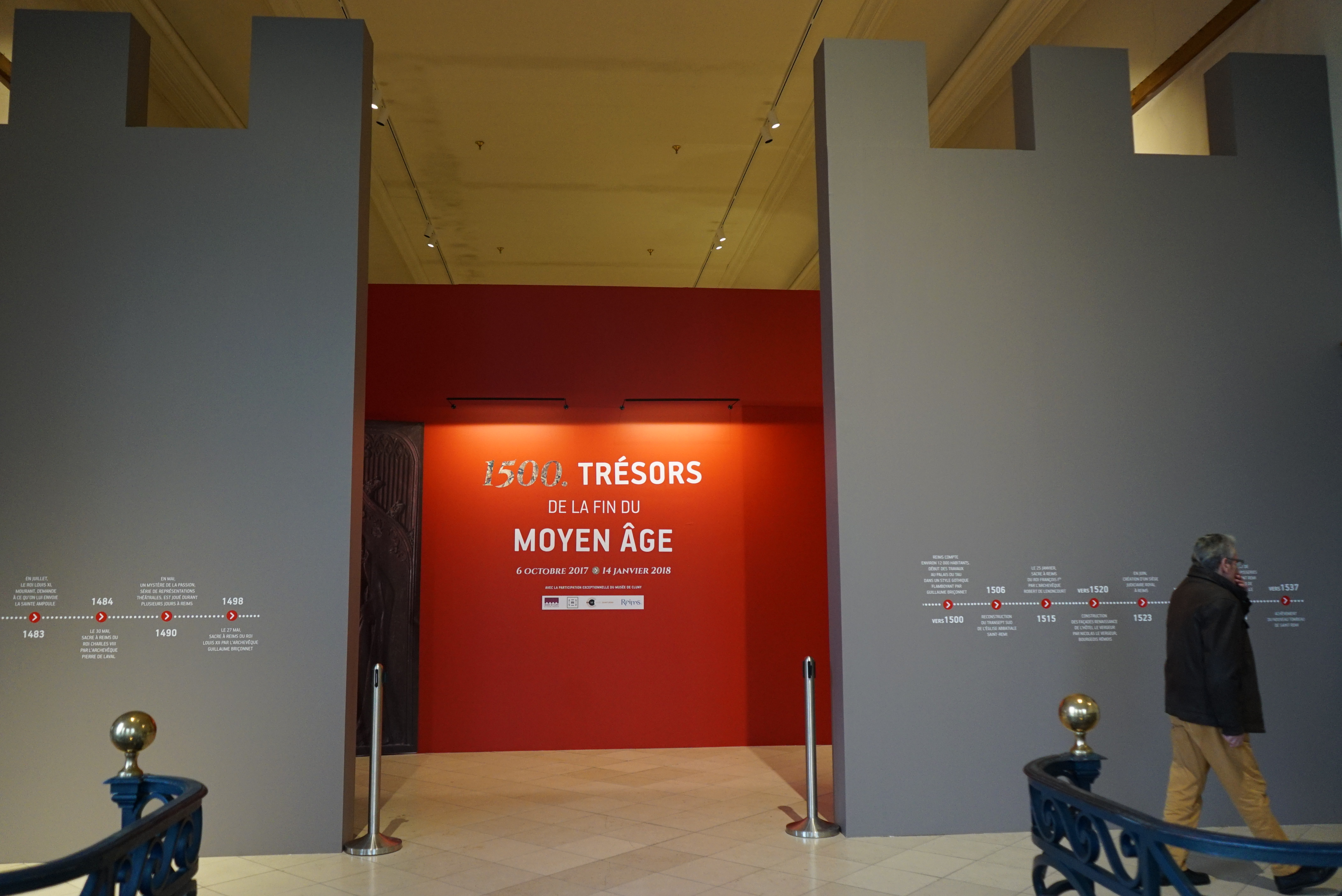
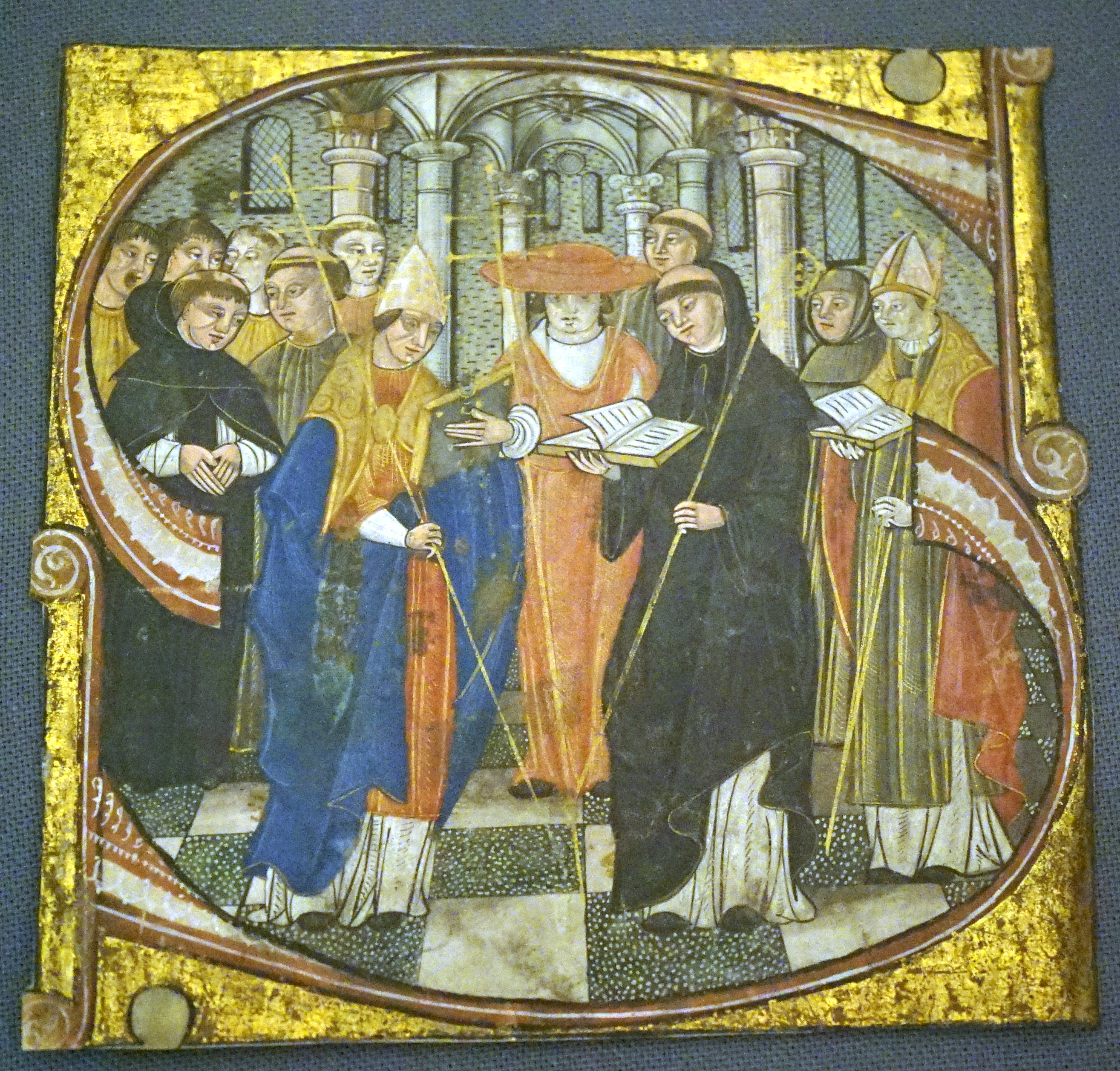
parchemin, pape, cardinal et abbé, XVe,
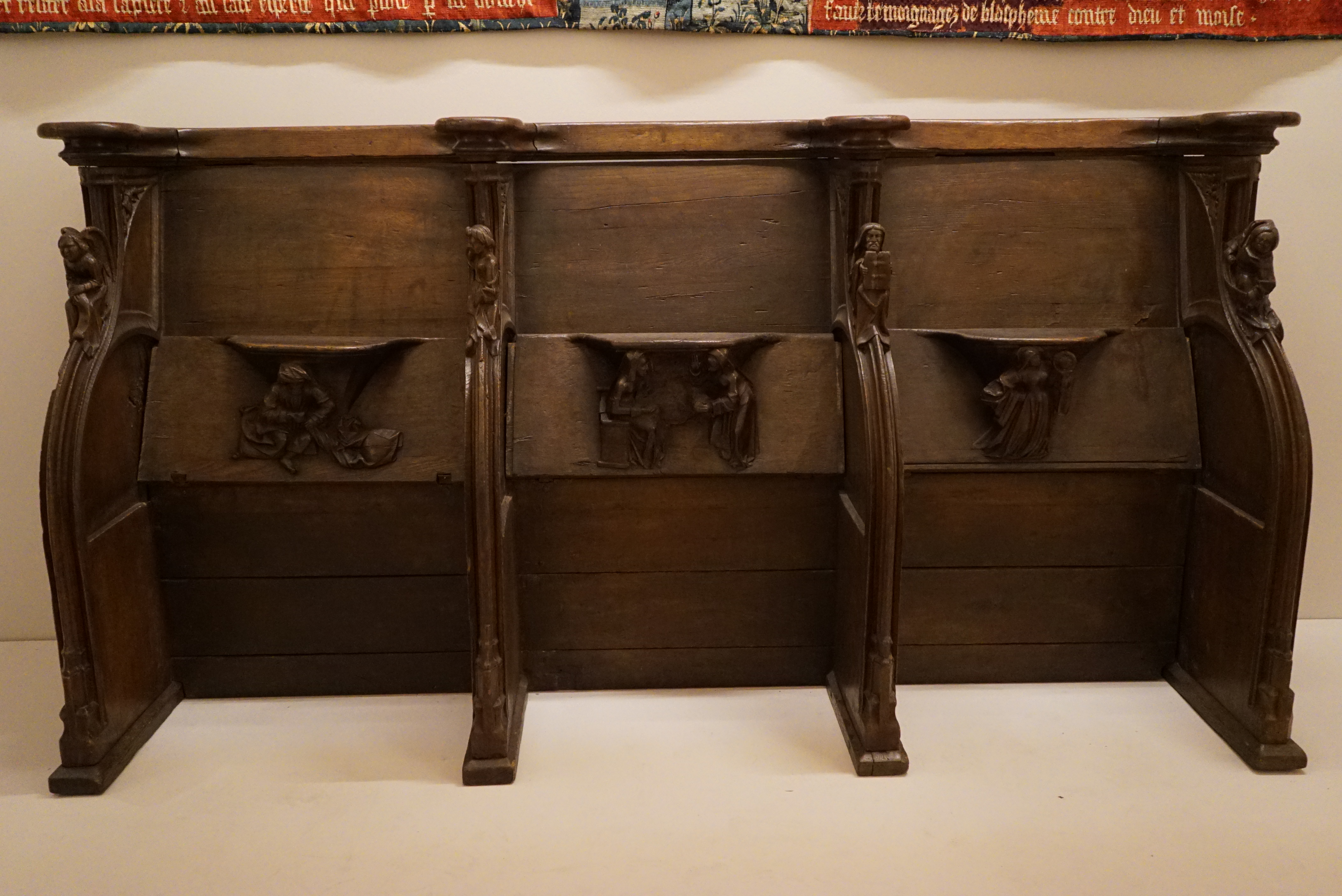
stalles de l'abbaye Saint-Lucien de Beauvais,
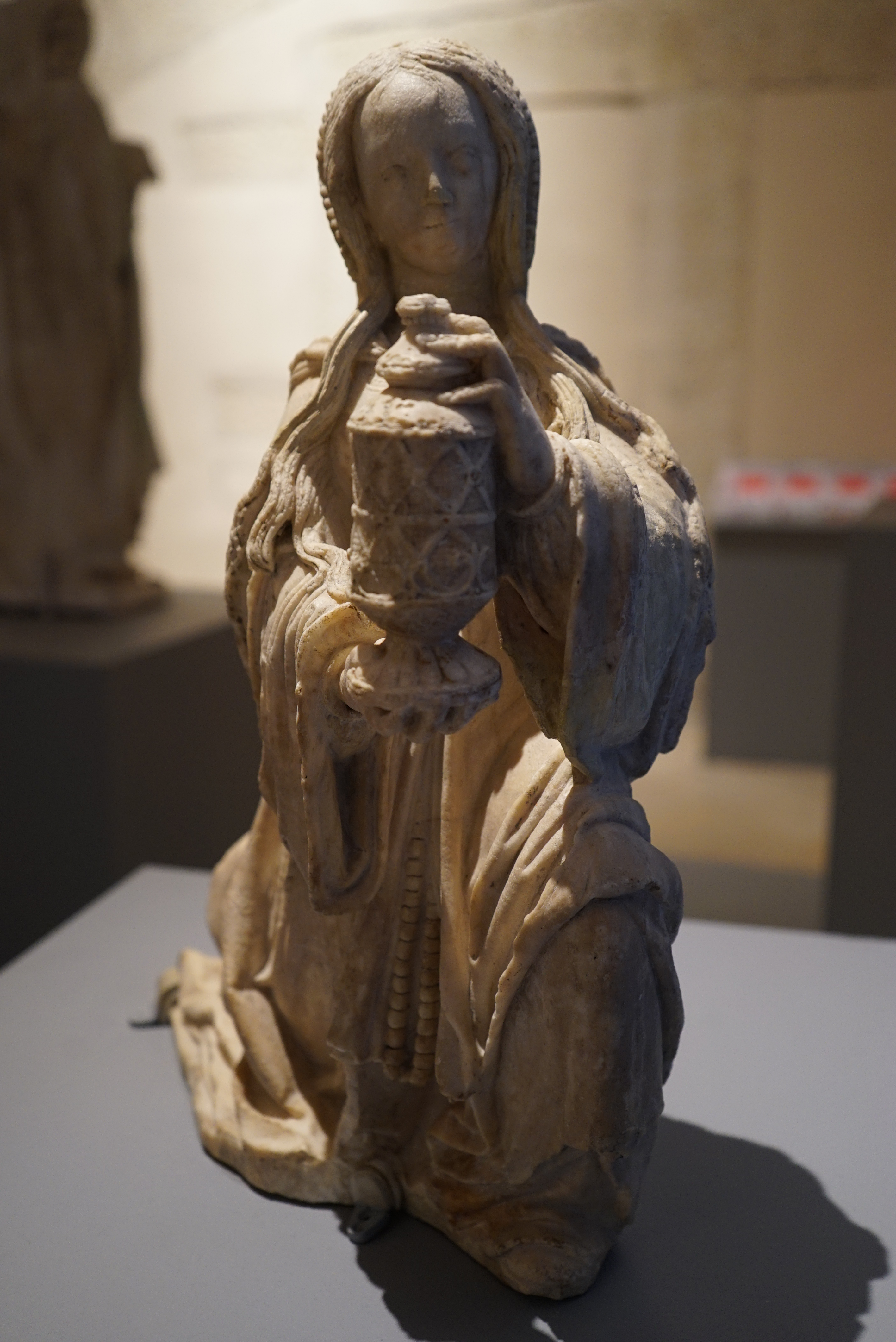
Marie Madeleine, 1525, école Troyenne,
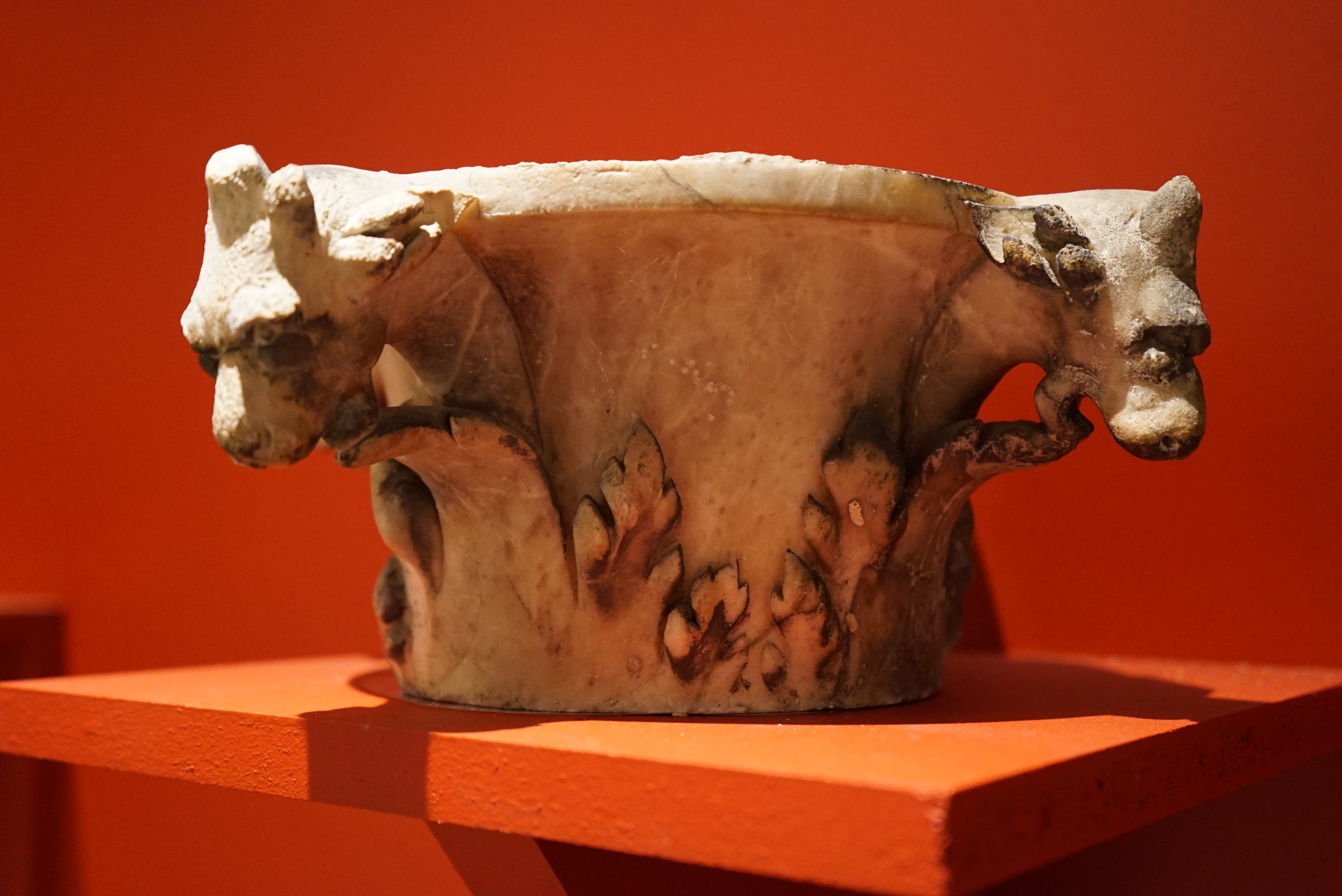
chapiteau du tombeau de Saint Remi.

- Du 22 mars au 22 juillet 2018 : Vierge et mère. Vierges à l’Enfant du musée Saint-Remi.

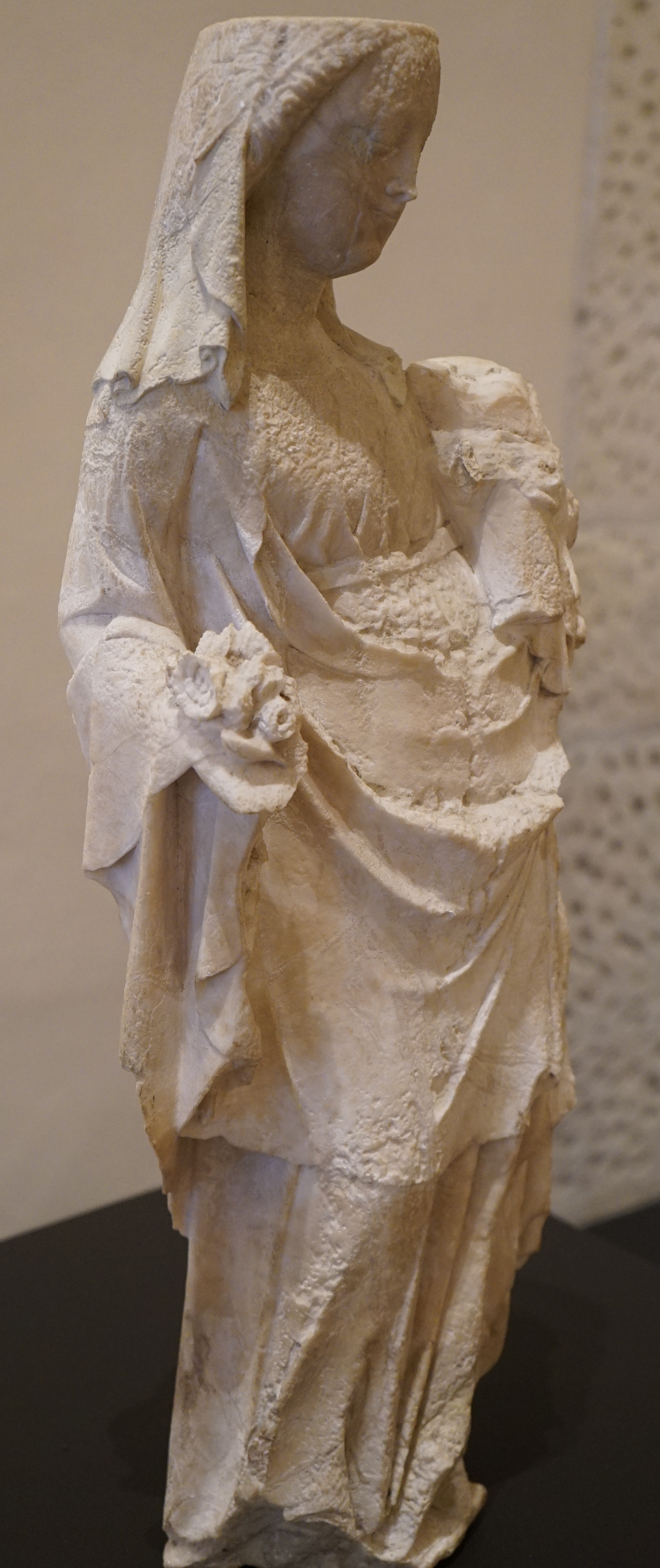
Vers 1325, marbre.
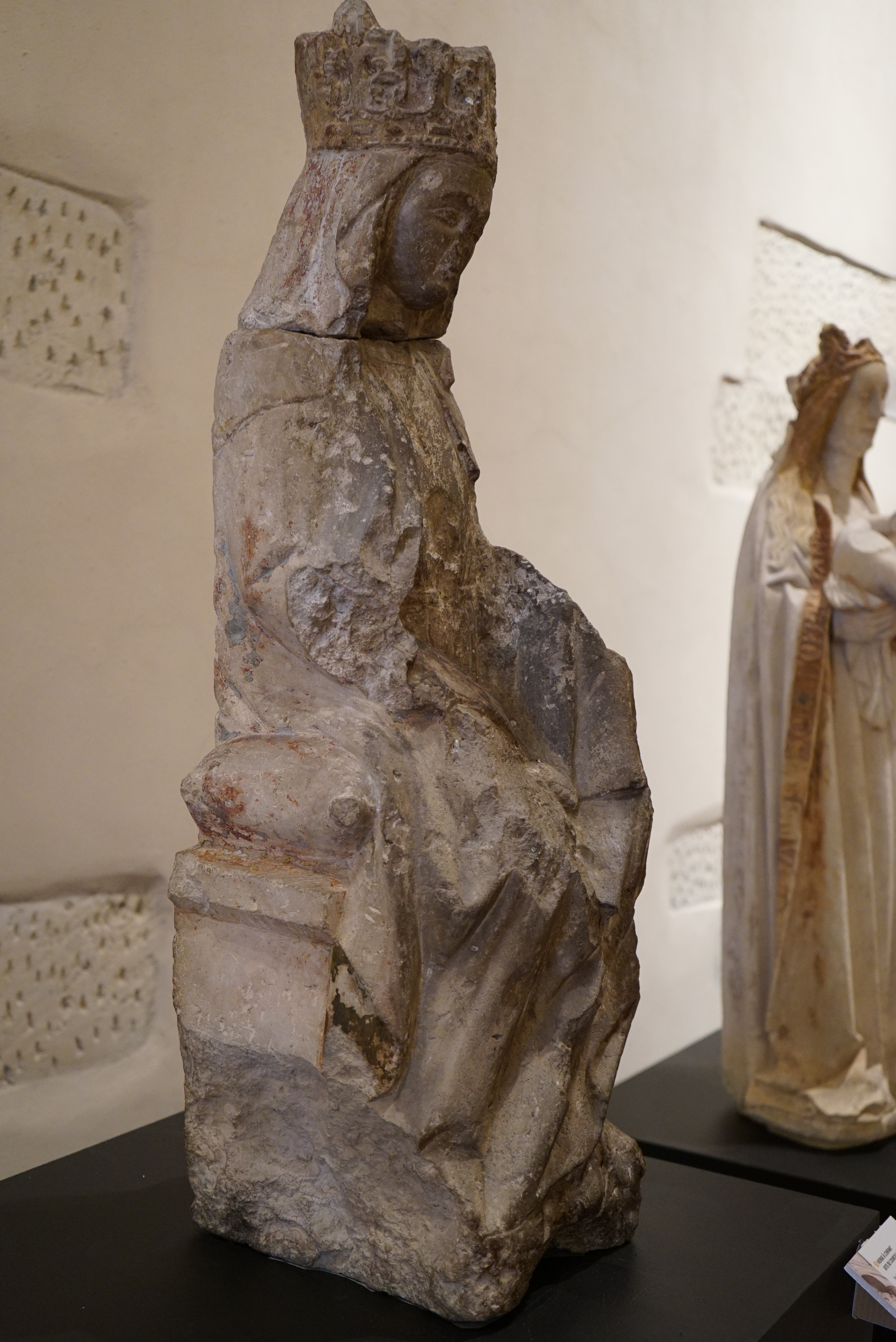
fin XIVe, découverte en 2017 comme pierre de réemploi.
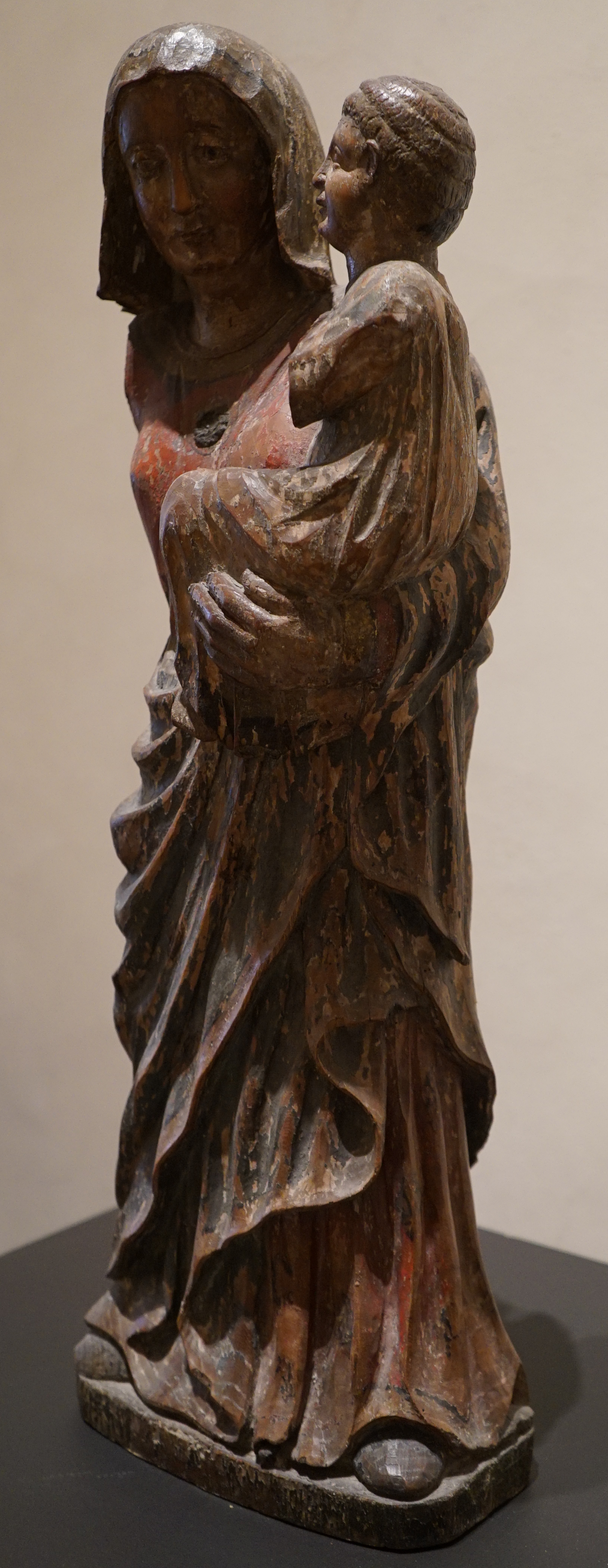
XVIe, bois, statue classée [2].
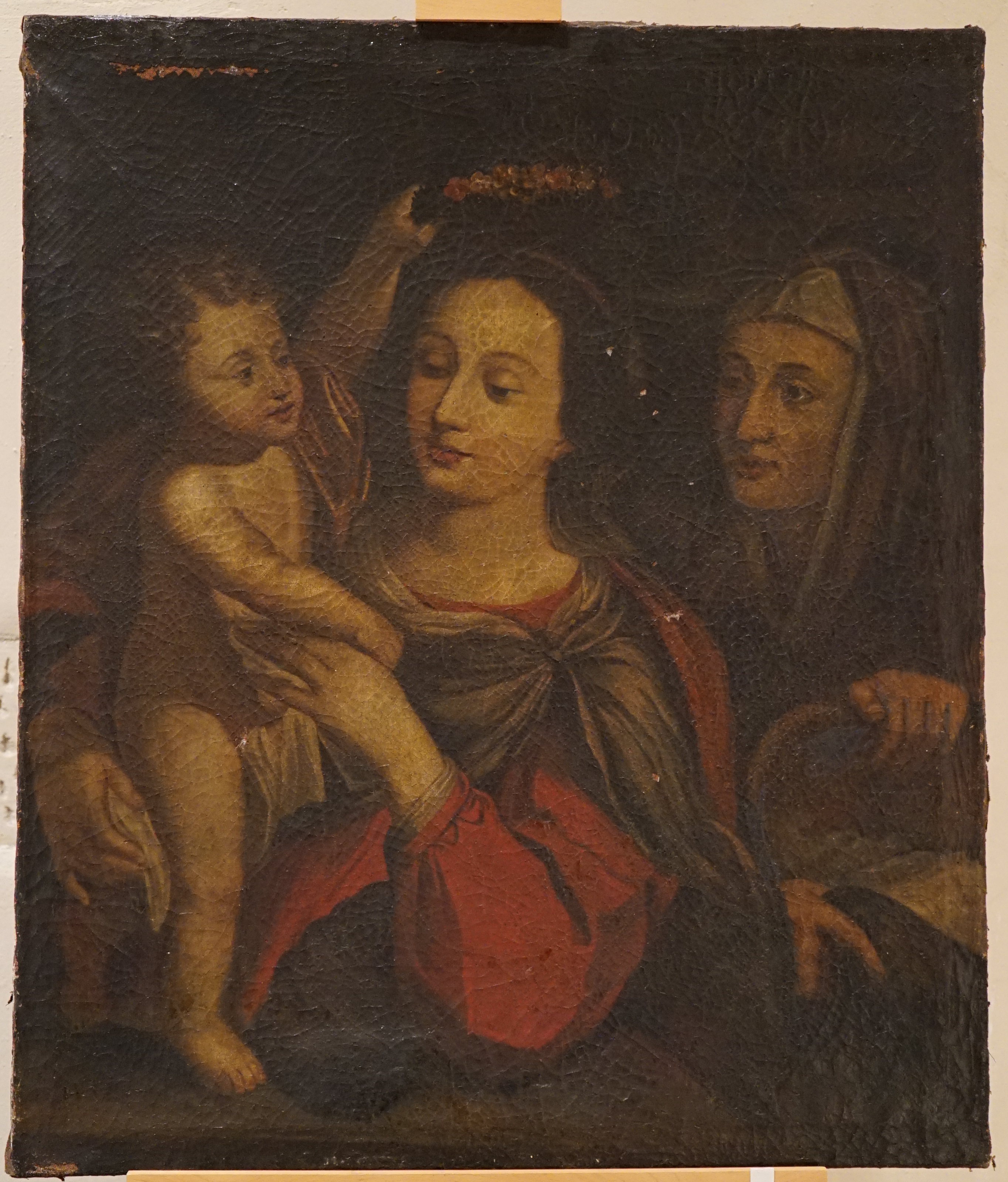
Jésus couronnant sa mère, XVIIIe siècle, dépôt de l'hôpital.

- Du 11 mai au 23 septembre 2018 : Les Romains en Champagne. Redécouverte des collections du musée d'Épernay.

- Du 4 octobre 2018 au 13 janvier 2019 : Le goût du Japon, voyages et collections à l’ère Meiji, autour des dons : Alfred Gérard et Pierre Detré.

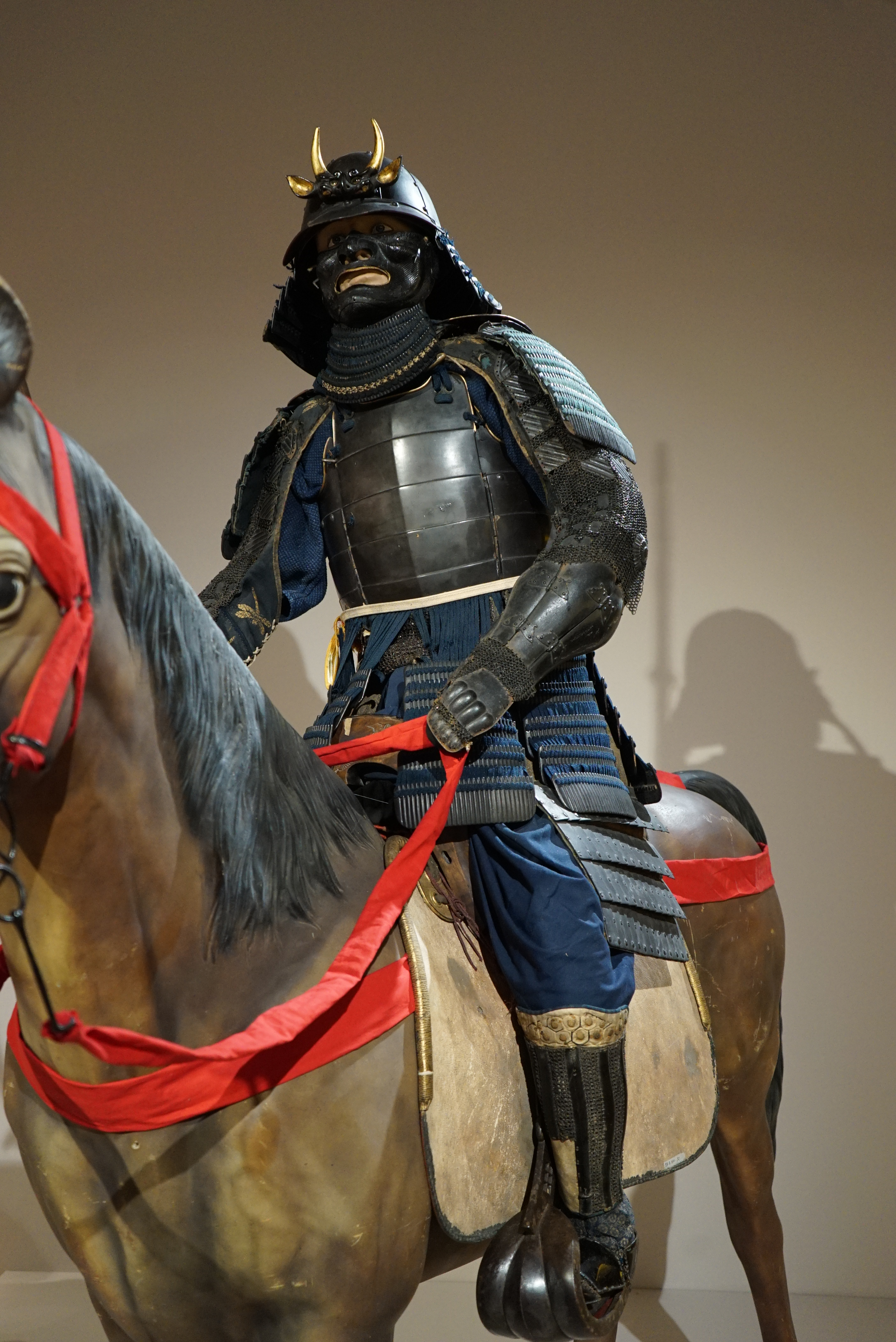
Armure reconstituée, Ō-yoroi,
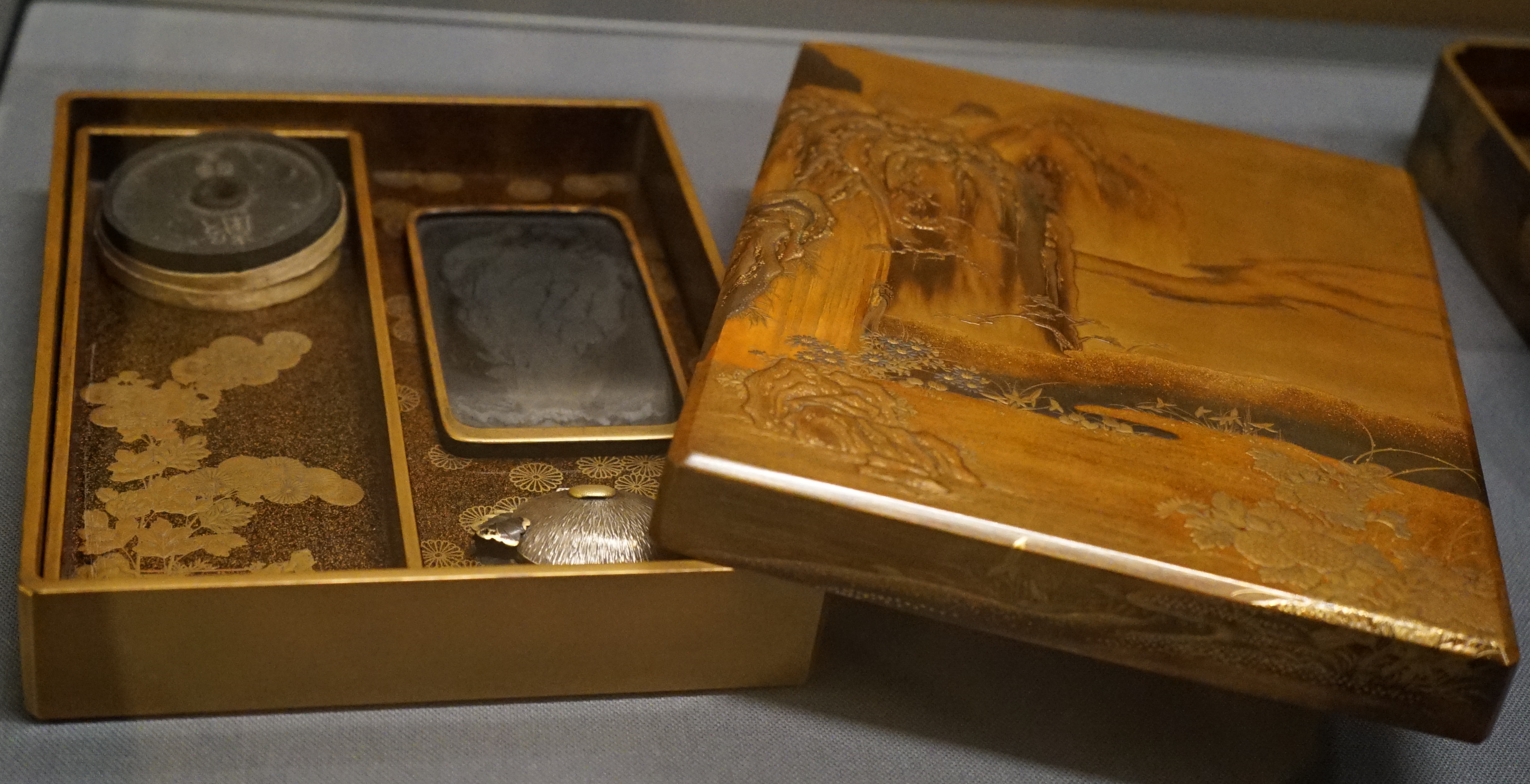
écritoire de Léonard foujita,
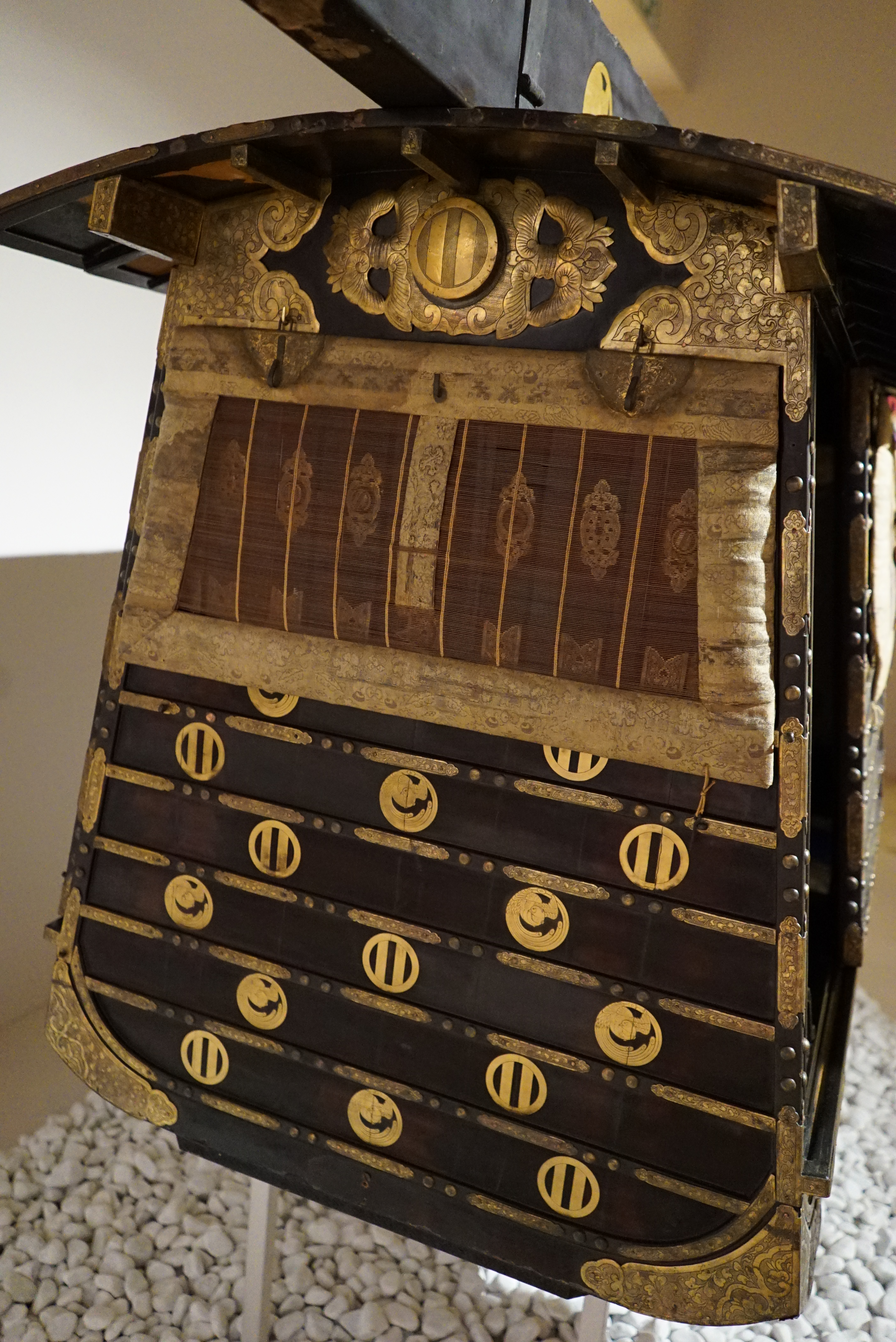
palanquin de
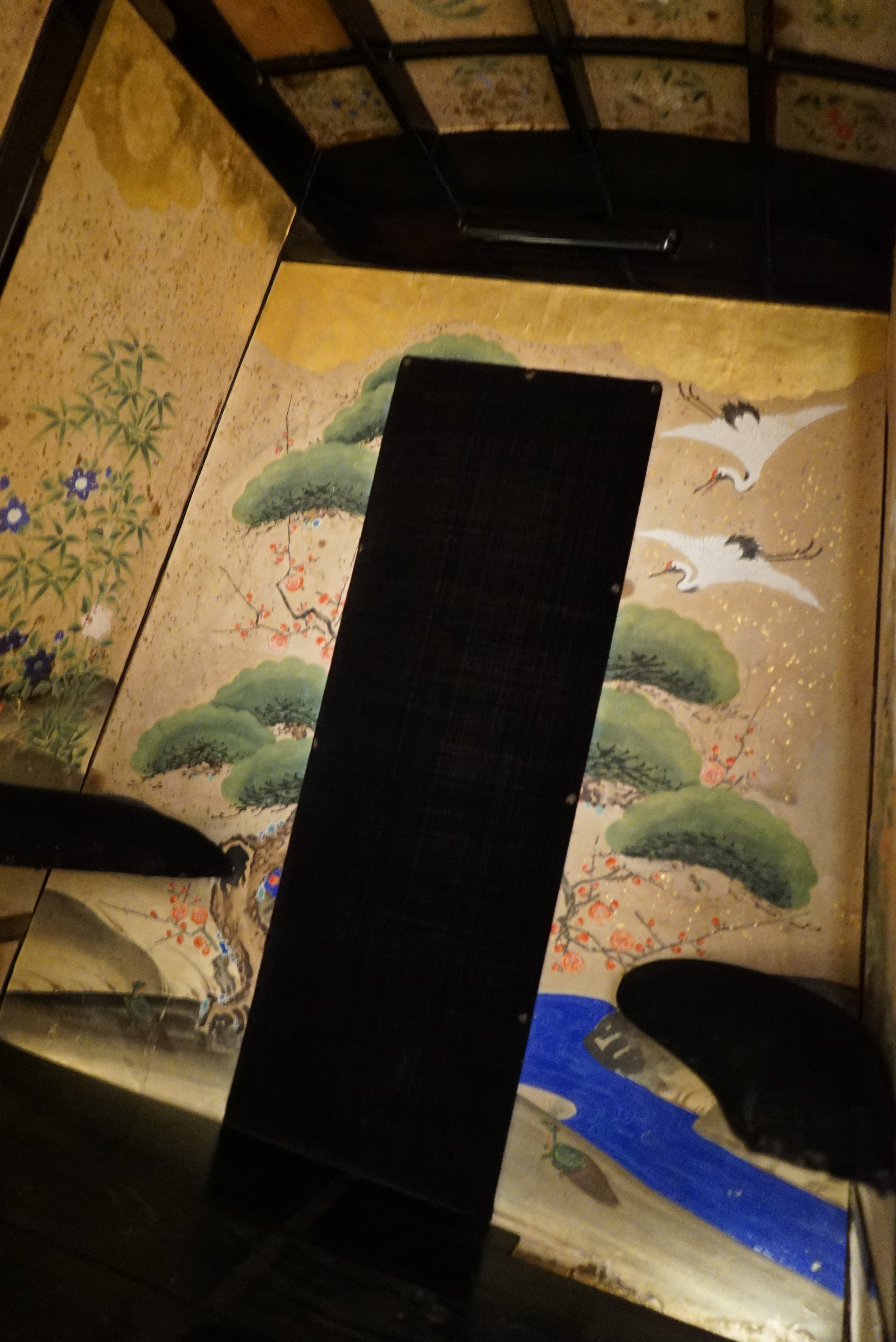
mariage décoré,
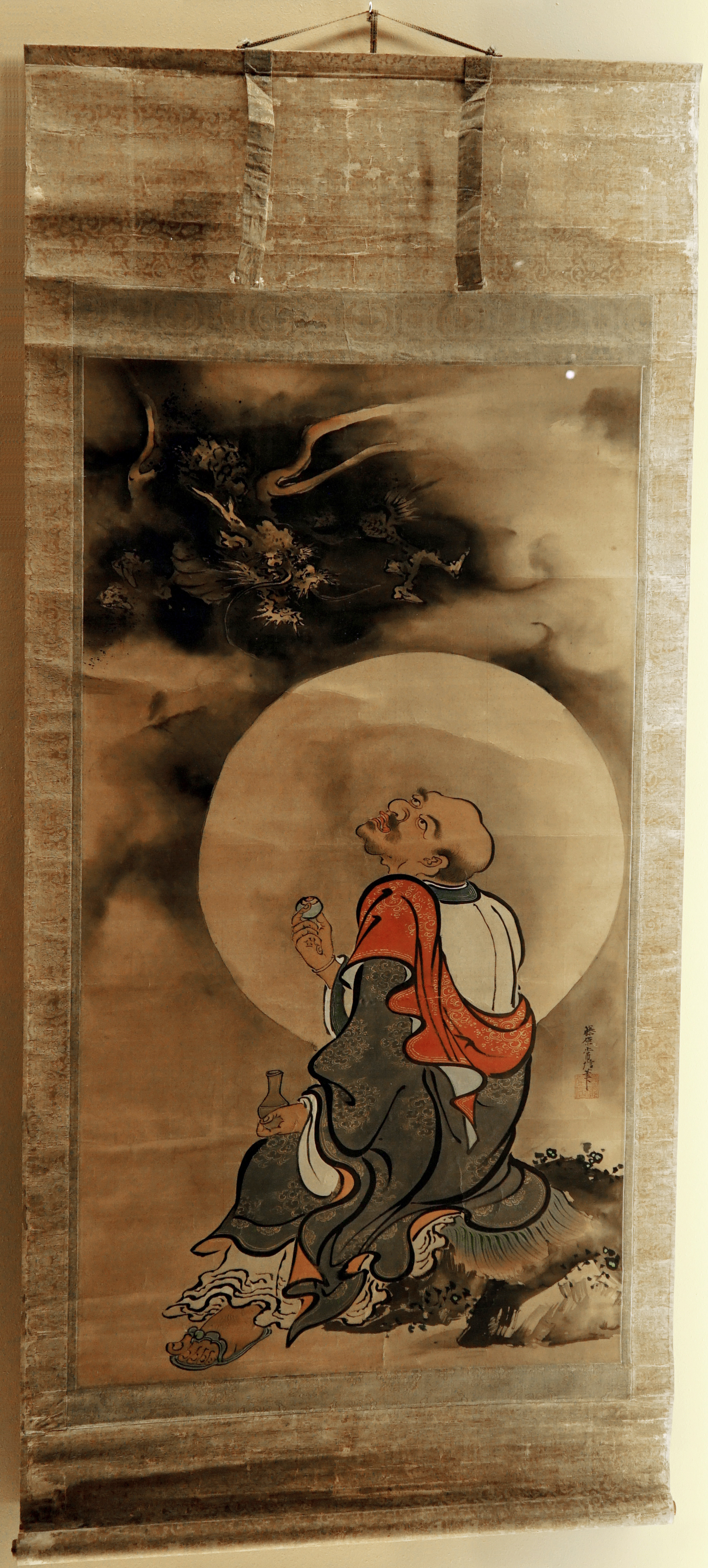
dessin par Kanō Tsunenobu.

- Du 17 octobre 2019 au 19 janvier 2020: Le siècle de Colbert Reims au XVIIe siècle

Inscrite dans le 400ème anniversaire de la naissance de Jean-Baptiste Colbert, l'exposition retrace l'évolution de la ville de Reims au XVIIe siècle. De la montée en puissance de la bourgeoisie locale aux différentes épidémies

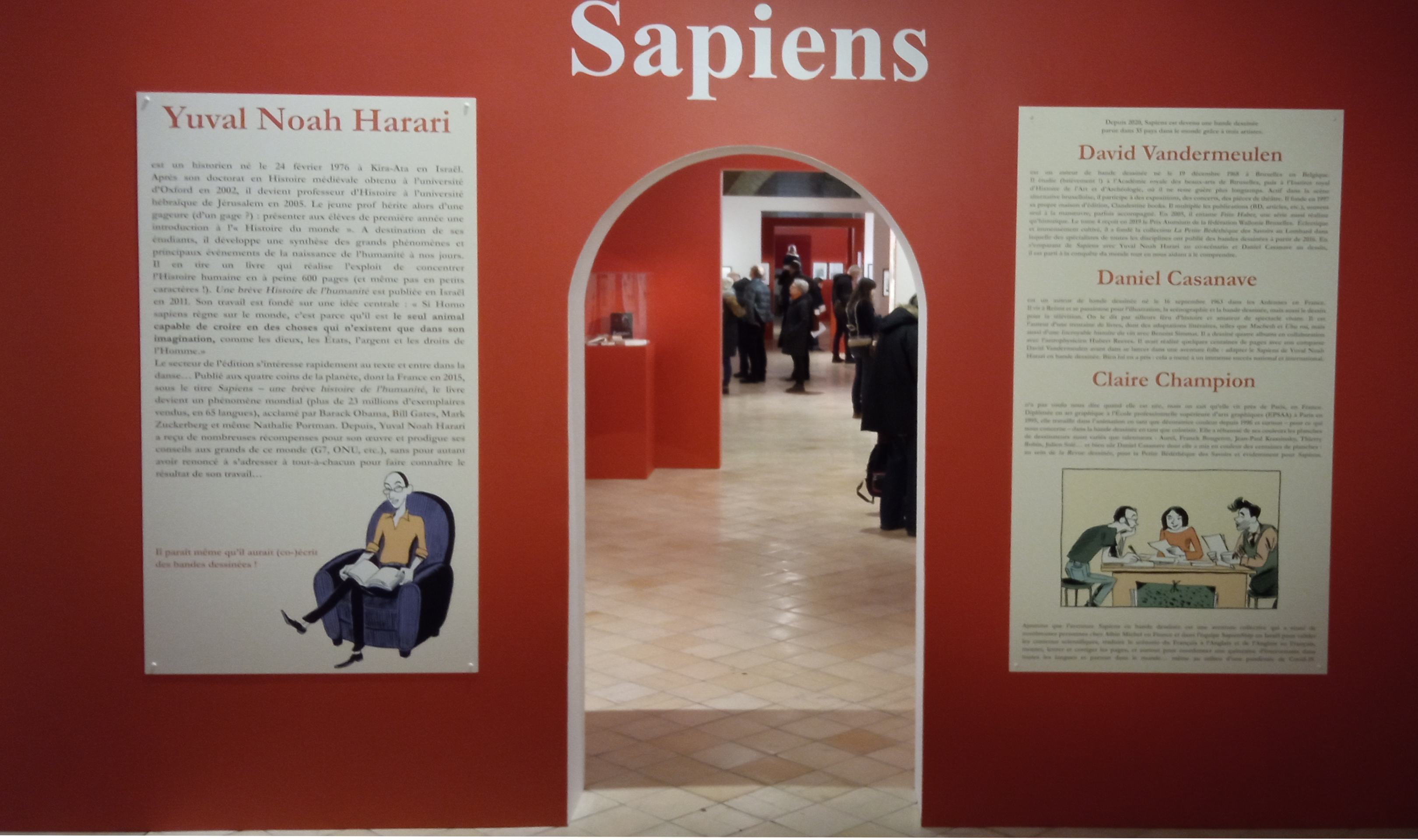
Sapiens.

- Du  29 mai au 29 août 2021: Reims-Afrique.Histoires d‘objets entre deux continents
- De novembre 2022 à janvier 2023 : Exposition Sapiens.

### Source
- Cet article est partiellement ou en totalité issu de l'article intitulé « Basilique Saint-Remi de Reims » (voir la liste des auteurs).